# Cathédrale Notre-Dame de Constance
Vous lisez un « bon article » labellisé en 2008.
Pour les articles homonymes, voir Basilique Notre-Dame et Cathédrale Notre-Dame.
La cathédrale Notre-Dame de Constance est l'ancien siège de l'évêché de Constance, en Allemagne. La première construction de l'édifice remonte aux premiers temps de la création du siège épiscopal, vers l'an 600, et est mentionnée pour la première fois en l'an 780. Elle fut pendant douze siècles le siège de l'évêque de Constance et accueillit les débats du concile de Constance (1414-1418). Depuis la disparition de l'évêché de Constance en 1821, la cathédrale est utilisée comme église paroissiale.
D'un point de vue architectural, il s'agit d'une des plus grandes églises romanes du sud-ouest de l'Allemagne. Cette basilique, construite sur un plan en forme de croix latine (composée d'une nef de neuf travées flanquée de collatéraux, d'un transept saillant et d'une abside à plan carré), fut consacrée en 1089. La construction romane a évolué dans le style gothique avec le large bloc de la tour de l'ouest, comprenant le portail occidental (XIIe – XVe siècle), la rangée de chapelles annexes (XVe siècle), et plus particulièrement le sommet néo-gothique de la tour, datant seulement du XIXe siècle.
La rotonde de Saint-Maurice, de style roman, comportant un Saint-Sépulcre du gothique primitif, est un lieu important de pèlerinage sur le chemin de Saint-Jacques de Compostelle (le Schwabenweg, ou route souabe). La cathédrale, plus haut bâtiment de la vieille ville, à la silhouette facilement reconnaissable, se détache comme le symbole de la cité.
L'ameublement des époques gothique et romane subsiste seulement ponctuellement ; à l'intérieur de l'église le mobilier des époques baroque, classique et néo-gothique se superpose. Les saints patrons de la basilique sont la Vierge Marie et les patrons de l'ancien évêché de Constance, saint Pélage et Conrad de Constance.

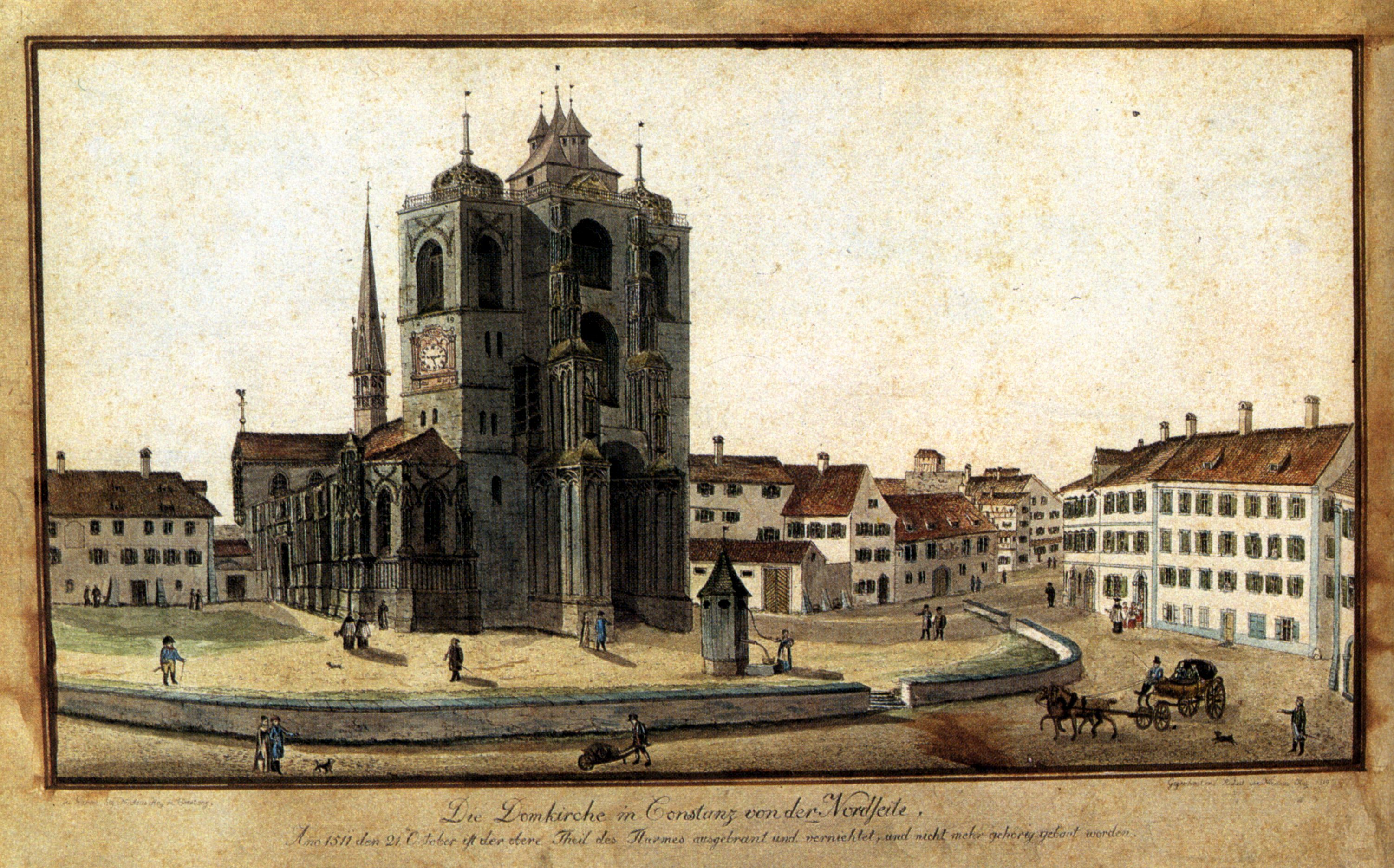
La cathédrale en 1819.

## Histoire

### Antiquité et Haut Moyen Âge

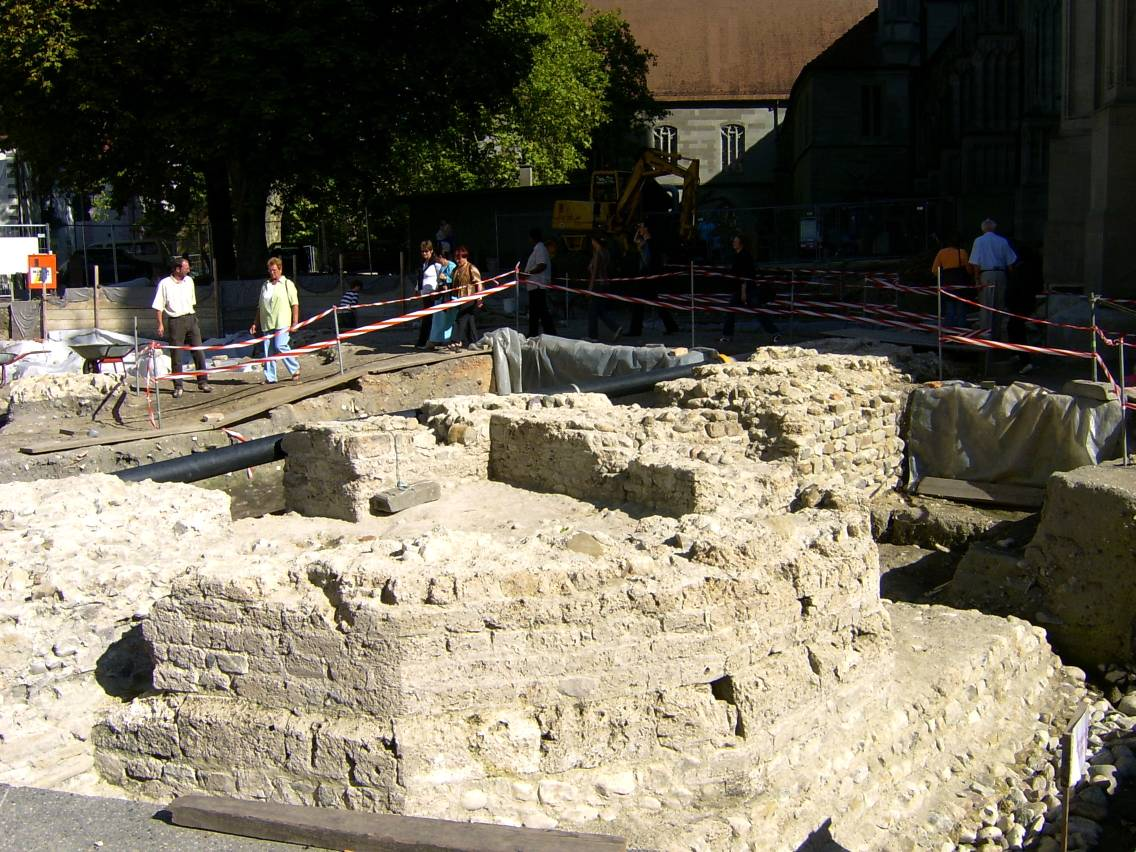
Reste d'une tour de garde romaine sur la place de la cathédrale, en 2004.

Le tertre de la cathédrale est le point le plus élevé de la partie actuelle de Constance située au sud du Rhin, à environ 7 mètres au-dessus du niveau du lac. Au contraire d'aujourd'hui, cette colline était à l'époque préhistorique une mince langue de terre, accessible seulement depuis le sud, et entourée de plans d'eau, et à l'ouest, de marécages (ce n'est qu'avec les efforts des habitants au Haut Moyen Âge et plus tard que la surface constructible augmenta, par remblais). Les Celtes s'installèrent à cet endroit vers 120 av. J.-C. Aux IIIe et IVe siècles, à leur retour depuis le limes de Haute-Germanie et de Rhétie, les Romains érigèrent sur ce tertre plusieurs fortifications, afin de sécuriser la nouvelle frontière nord de l'empire (le limes Danube-Iller-Rhin). Les découvertes archéologiques montrent qu'au plus tard en l'an 300 apr. J.-C., une place forte romaine maçonnée s'élevait là, appelée « Constantia », d'après l'empereur Constance Chlore (305-306). Le piémont alpin et la région de l'exutoire du Rhin pouvaient également être surveillés depuis ce lieu. Les Romains utilisaient la place comme base pour leur flotte et la relièrent par des routes à d'autres garnisons comme Tagestium (Stein am Rhein), Brigantium (Bregenz) et Vitudurum (Winterthour). On suppose qu'une colonie civile et militaire a existé ici au moins jusqu'au retrait des Romains pendant l'hiver 401-402, et qu'une population christianisée mêlant Romains et Celtes resta sur place, supplantée au cours des deux siècles suivants par les Alamans, pas encore christianisés.
Sur ce tertre, l'évêché de Constance, fondé entre 585 et 590, fit ériger sa première cathédrale. Le siège épiscopal à l'ouest du lac de Constance servait aux Francs de base arrière pour la christianisation et la soumission des Alamans. L'endroit était vraisemblablement habité à l'époque et l'église consacrée à la Vierge Marie s'élevait sans doute à l'intérieur des murs de la place forte romaine. Une biographie de saint Gall datant de la fin du VIIIe siècle indique que l'église épiscopale devait déjà exister en 615. Mais l'église mariale est mentionnée pour la première fois seulement en 780, et continua sans doute à être utilisée par les Francs comme église paroissiale, mais pas épiscopale. Au nord de la cathédrale, des pêcheurs, des artisans et les membres de la cour de l'évêque s'installèrent au cours du Haut Moyen Âge, et ils fondèrent ainsi le plus ancien quartier de la ville, le Niederburg. C'est ainsi qu'une colonie se développa lentement autour de l'église, mais ce n'est qu'au Haut Moyen Âge qu'elle atteint une taille significative.

### Époques carolingienne et ottonienne

Les premières églises de Constance (rouge) et les nouvelles constructions ottoniennes sur les modèles de Rome et de Jérusalem (jaune).

Dans la première moitié du IXe siècle, une reconstruction de l'église fut apparemment entreprise par les carolingiens, sous la forme d'une basilique à trois vaisseaux, sans transept, avec un chœur à trois parties et une abside droite (en supposant que la première église conventuelle de l'abbaye de Saint-Gall servît de modèle à la construction constançoise). Vers le milieu du IXe ou le début du Xe siècle, une crypte fut creusée, et plus tard élargie, sans doute pour accueillir les restes de saint Pélage, de telle sorte que la cathédrale et l'évêché héritèrent d'un deuxième saint patron (des églises consacrées à saint Pélage se trouvent encore aujourd'hui dans l'ancien diocèse). La plus grande partie de la construction de la crypte et du palais épiscopal au sud de l'église, destiné à servir de résidence aux évêques, ainsi qu'aux rois en voyage, fut ordonnée par le puissant évêque Salomon III (évêque de 890 à 919).
Le Xe siècle vit une augmentation importante du pouvoir de l'évêque : Conrad Ier (935-975) fit transformer les églises de Constance sur le modèle des cinq basiliques romaines ; Constance devait apparaître comme une seconde Rome. Autour de la cathédrale  consacrée à la Vierge Marie, comme l'église Sainte-Marie-Majeure, on trouvait une ceinture d'églises paroissiales : St. Johann dans le Niederburg (comme Saint-Jean-de-Latran), St. Lorenz (Saint-Laurent-hors-les-Murs), St. Paul vor den Mauern (Saint-Paul-hors-les-Murs), et — similairement à la basilique Saint-Pierre, mais à une moindre échelle — l'église conventuelle de l'abbaye de Reichenau, fondée par son neveu et successeur Gebhard II (979-995). Conrad fit aussi construire la rotonde  au nord-est de la cathédrale, une imitation simplifiée de l'église du Saint-Sépulcre de Jérusalem, et la consacra à saint Maurice, saint protecteur de l'empire ottonien (au XIIe siècle Conrad et Gebhard furent canonisés notamment pour les constructions d'églises qu'ils ordonnèrent ; Conrad fut élevé  deuxième patron de la cathédrale et de l'évêché).
Les constructions d'églises de Conrad et Gebhard montraient d'une part l'importance du plus grand diocèse de l'empire, qui s'étendait de Stuttgart à Berne, et d'autre part la fidélité aux princes régnant et à leur idée de Translatio imperii : les empereurs ottoniens se revendiquaient héritiers des empereurs romains, et la construction d'églises sur le modèle romain dans la ville en était une preuve supplémentaire. L'évêché de Constance appartenait en plus à l'influente province ecclésiastique de Mayence, dont les archevêques couronnaient les rois allemands au début du Moyen Âge. Le siège épiscopal avait une bibliothèque fournie, ainsi qu'une école, et formait avec le cloître de Saint-Gall (érigé entre 612 et 719) et le cloître de Reichenau (724) un important centre spirituel sur le lac de Constance au début du Moyen Âge.

### Lambert, vers l'an Mil
Vers l'an mille, les plus hauts éléments actuels de la cathédrale furent mis en chantier. Cette partie de la construction, sous l'évêque Lambert (995 ?-1018), est également le plus important exemple d'architecture sacrée romane dans le sud-ouest de l'Allemagne, et servit entre autres de modèle pour l'église monumentale Saints-Pierre-et-Paul du cloître de Hirsau. La partie orientale de la cathédrale carolingienne fut élargie par un transept et une abside afin de former une croix, tandis que le vaisseau central carolingien demeurait inchangé. Selon le goût ottonien, le transept était environ moitié plus court que la nef. À gauche et à droite de la croisée carrée se trouvaient deux chapelles carrées également (le chœur de saint Thomas[Lequel ?] et le chœur de Sainte-Marie).

### Effondrement et reconstruction, sous Rumold, à partir de 1054

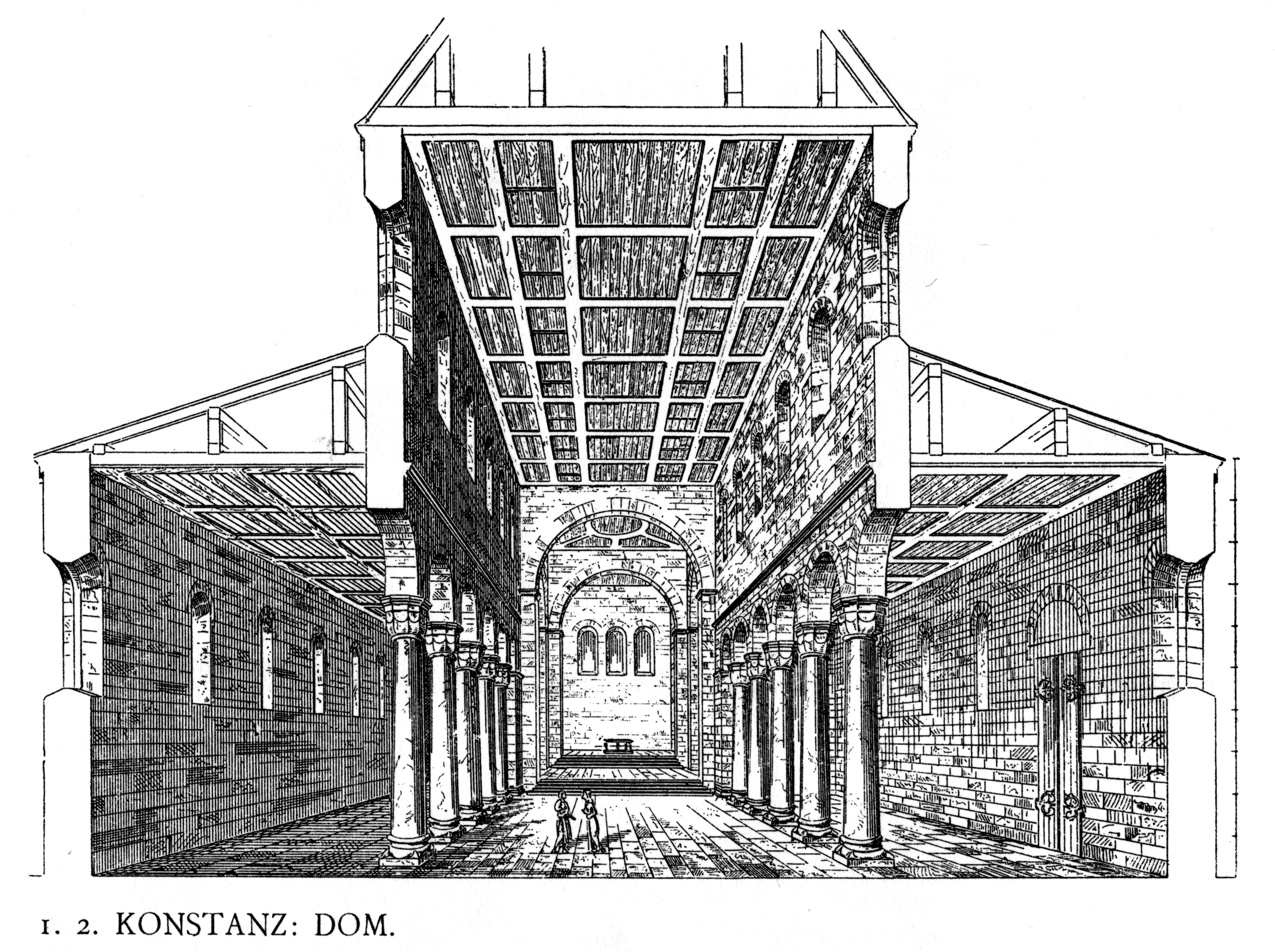
Vue de la partie romane de la cathédrale avec des plafonds de bois simples, et sans les chapelles gothiques latérales (Dehio/Bezold, Kirchliche Baukunst des Abendlandes, 1887).

La nef de la basilique carolingienne s'écroula en 1052 pour une raison inconnue. La seule mention de cet événement se trouve dans la chronique du moine de Reichenau Hermann des Lahmen, qui note de façon lapidaire «  « Constantiae basilica S. Mariae corruit » (« la basilique Sainte-Marie de Constance s'est écroulée »). La cause était peut-être un tremblement de terre ou simplement une faiblesse dans la construction.
La reconstruction commença sans délai : à partir de 1054 fut érigée sous les évêques Rumold (1051-1069) et Otto Ier une nouvelle nef à trois vaisseaux, dans laquelle le transept de l'époque de Lambert, peu endommagé, fut intégré. L'entreprise de reconstruction traîna en longueur, les évêques de Constance passant le plus clair de leur temps et de leur énergie dans les querelles d'investitures. En 1089, l’évêque Gebhard de Zähringen (1084-1110) consacra enfin la cathédrale reconstruite.
L'édifice s'inspirait de l'architecture romane des églises monumentales des Francs saliens aussi bien que de la cathédrale de Spire. Mais il ne comportait aucune tour. Les bras du transept furent surélevés par rapport au plan de Lambert et atteignaient désormais le niveau atteint par la nef. Sa rangée de colonnes avec de simples chapiteaux caractérisent encore aujourd'hui la cathédrale. Sa forme est inspirée de la cathédrale de Goslar, dont Rumold fut chanoine. Une rangée de méandres en perspective passe immédiatement sous le plafond, comme dans l'église Saint-Georges de Reichenau et la chapelle Saint-Sylvestre de Goldbach. Entre 1154 et 1236, l'enceinte des murs fut encore relevée et de nouveaux combles, également décorés avec des motifs religieux et un plafond lambrissé furent ajoutés, dont il ne reste aujourd'hui qu'une seule planche.

### Le tertre de la cathédrale au Moyen Âge

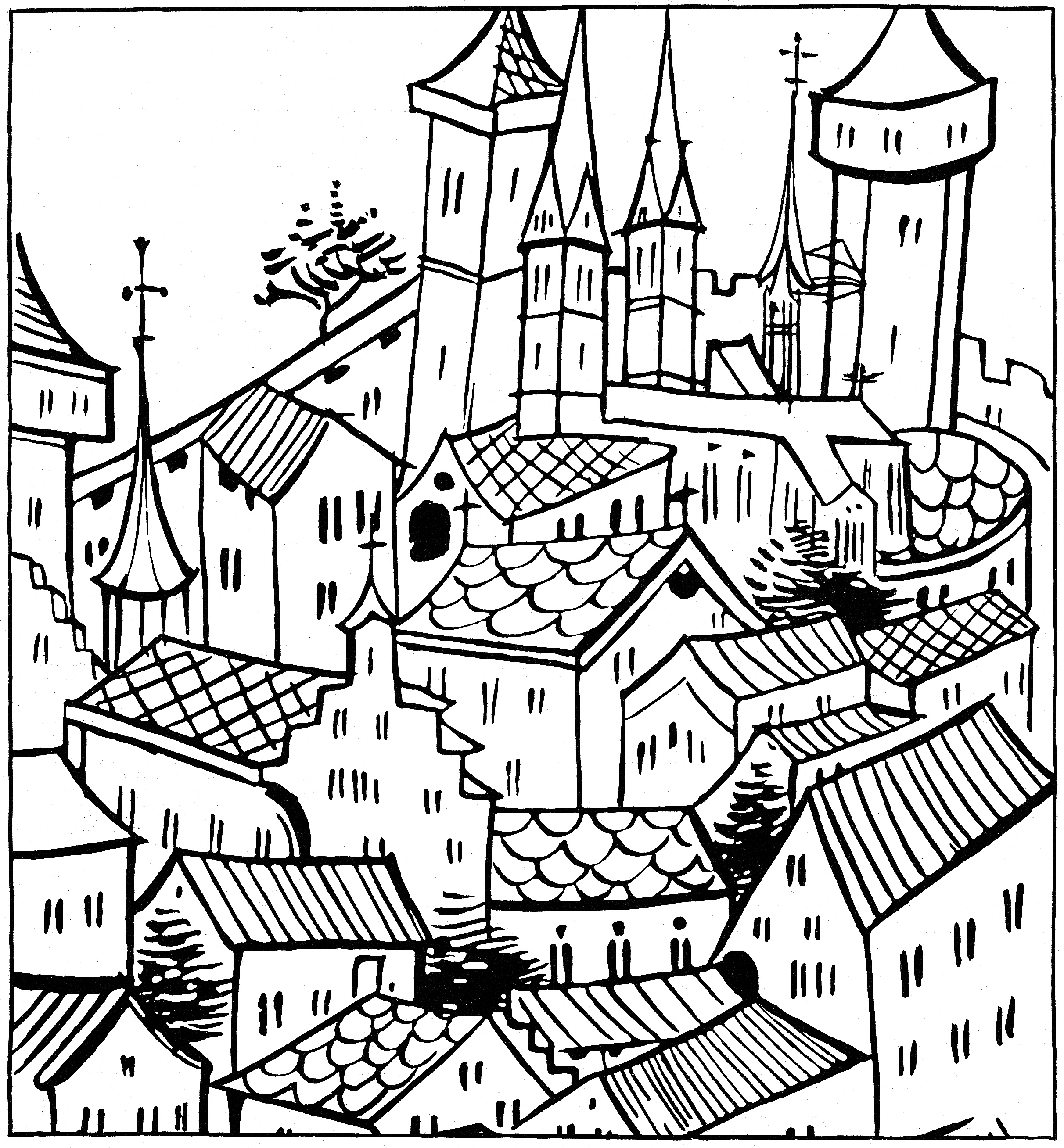
Constance au Moyen Âge dans la plus ancienne représentation connue de la cathédrale (Chroniques de Gebhard Dacher, 1462).

Au début du Moyen Âge, le tertre de la cathédrale de Constance était déjà le centre spirituel d'une vaste région, cependant que la colonie l'entourant n'était guère davantage qu'un village. Une douzaine de cloîtres s'installèrent autour du siège épiscopal : les bénédictins à Saint-Gall (719) et Reichenau (724), ainsi qu'à Petershausen (983), et le cloître écossais à Paradies (1124), les augustins du cloître de Kreuzlingen (1124), les dominicains (1236), les franciscains (1240), les clarisses (vers 1250), les augustines (1266), les dominicaines (1265) et encore d'autres communautés. En outre, la ville de l'évêque était le siège administratif du domaine séculier, dont la ville se sépara cependant au XIIIe siècle. En 1237, Constance fut élevée au statut de ville libre d'Empire ; en 1308, elle élit pour la première fois un bourgmestre – une expression importante de l'autonomie face aux princes de l'Église. La puissance des évêques se désagrégeait dans la ville, de la même façon que dans l'empire. Les querelles internes secouaient l'évêché, et notamment, après la mort de l'évêque Heinrich von Klingelberg, deux évêques élus furent en concurrence pour la dignité. À partir de 1320 environ jusqu'au moment du concile, les modifications de la cathédrale furent minimes.

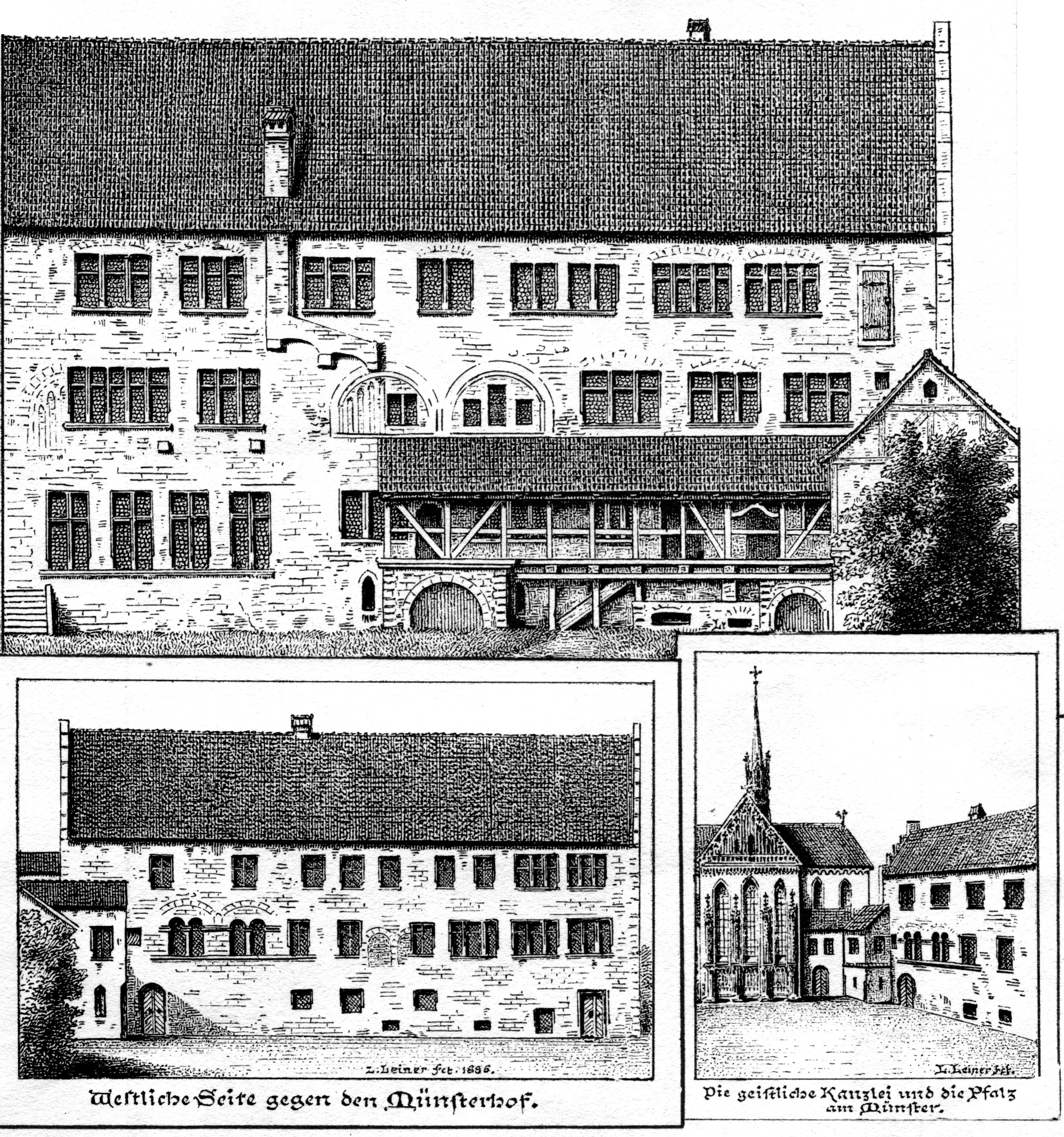
Vue du palais épiscopal détruit en 1830 (dessin de Ludwig Leiner, 1886).

Le tertre de la cathédrale était depuis le Xe siècle ceinturé d'un mur fortifié et constituait une petite résidence d'apparat. Au sud de la cathédrale se trouvait la « ville spirituelle » avec le palais épiscopal et la chapelle St. Peter, le bailliage et le tribunal du chapitre de Constance (ces bâtiments furent détruits au XIXe siècle). La place devant l'église servait alors de cimetière paroissial. Au-delà de la place passait également l'axe de transport principal de la ville, dans la direction nord-sud — entre le pont sur le Rhin construit vers 1200 et le quartier bourgeois au sud de la cathédrale avec le marché près de l'église St. Stephan. Les cours inférieure et supérieure de la cathédrale furent aussi jusqu'à la fin du Moyen Âge le lieu des discours de l'évêque, avant que la ville ne soit dirigée par un conseil.
Au nord de la cathédrale se trouvaient la salle capitulaire, la bibliothèque, l'économat (appelé Stauf, qui brûla en 1824), qui servait de débit de boisson et d'entrepôt. Autour de la cathédrale, environ vingt chanoines, des vicaires, le prieur et d'autres clercs vivaient. Il existait aussi une école pour la formation du clergé. Au début du Moyen Âge, le clergé de la cathédrale formait une communauté ressemblant à un cloître, qui partageait un espace réduit et suivait quotidiennement les messes et les prières communes. Au XIIe siècle, la vie en communauté disparut. Les membres du clergé commencèrent à occuper des maisons individuelles autour du cimetière de la cathédrale et au-delà du Niederburg, se mélangeant aux membres des corporations et des patriciens qui cherchaient à se rapprocher de l'élite spirituelle.

### Construction de la tour et début de l'influence gothique

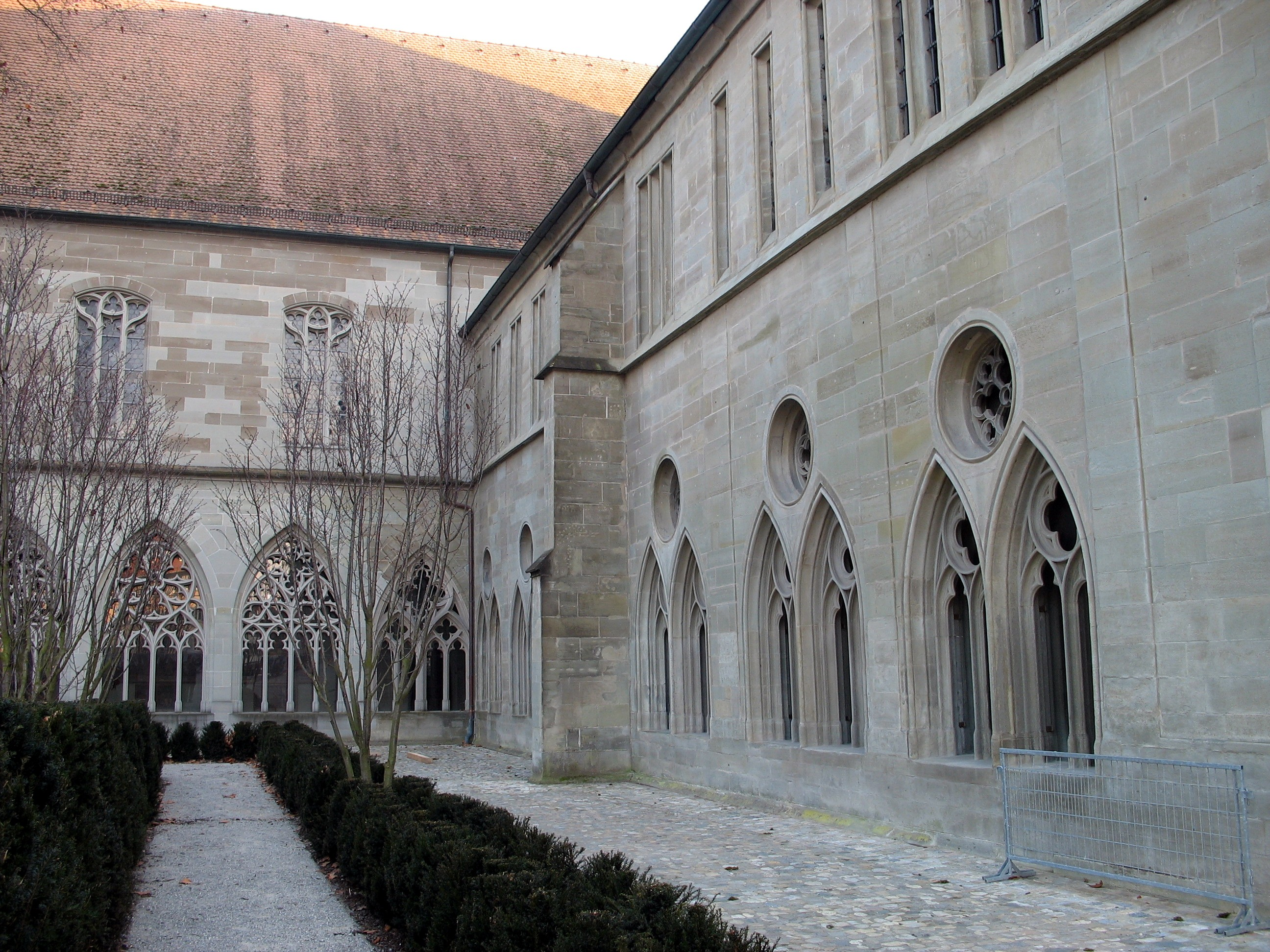
Le cloître gothique.

La petite colonie qui se trouvait sur l'exutoire du Rhin au XIe siècle était dominée par la puissante cathédrale, bien que celle-ci ne possédât encore aucune tour. Vers 1100, la construction de deux tours de la façade débuta. En 1128, la tour nord, complètement achevée, s'effondra et dut être entièrement reconstruite. Presque 300 ans après le début de la construction de la tour nord, la tour sud fut achevée, en 1378. Toutes deux étaient couronnées de flèches couvertes de plaques de plomb.
Une tour supplémentaire s'éleva au-dessus de la croisée, commencée au plus tôt en 1200, de forme vraisemblablement carrée (sur le plan de la croisée, et sur le modèle de la cathédrale de Spire) et octogonale dans sa partie supérieure. Le 15 septembre 1299, un incendie la détruisit, ainsi que trois cloches, et sans doute les combles, bien qu'aucune preuve des dommages ne subsiste dans les combles. La tour de la croisée fut remplacée par une flèche, rénovée plusieurs fois depuis lors.
Une fois que la nef principale et le chœur eurent reçu leur forme définitive et que l'édification de la tour n'avança plus correctement, les évêques suivants concentrèrent leurs efforts sur la modernisation de la cathédrale dans le style gothique qui prévalait autour du lac de Constance à la fin du XIIIe siècle. Le règne du gothique débuta vers 1300 avec la construction du cloître du côté nord de la cathédrale. Le cloître et la rénovation de la chapelle de Saint-Conrad et Saint-Maurice font partie des larges modifications entreprises sous Heinrich II von Klingenberg (1293-1306). Elles eurent lieu après la réforme du chapitre en 1294, qui devait mettre fin à l'indécision et la diminution du pouvoir épiscopal. Les travaux sont notamment une preuve de la concurrence entre l'évêché et l'abbaye de Salem à l'influence grandissante, et qui avait commencé la construction de la cathédrale de Salem. Après de nouvelles querelles autour du siège épiscopal et le choix de deux évêques en 1306, le cloître ne fut terminé qu'en 1320, ce qui se traduit par une rupture de style entre l'aile sud et la nouvelle aile est.

### La cathédrale, église du concile de Constance

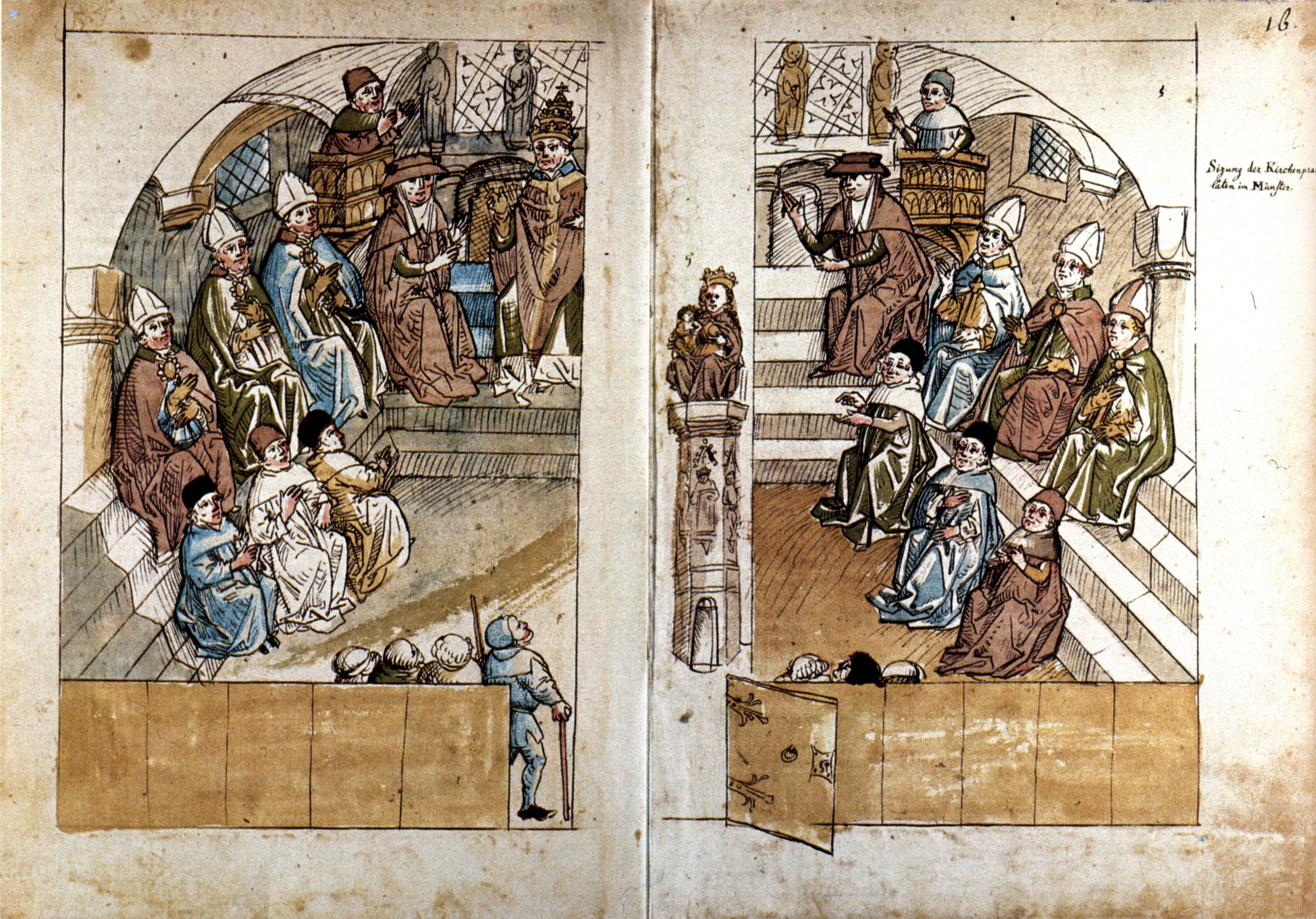
Réunion des théologiens, évêques, cardinaux et de l'antipape Jean XXIII dans la cathédrale (chroniques du concile d'Ulrich de Richental, vers 1456).

De 1414 à 1418, l'évêché fut l'hôte du concile de Constance, le plus grand concile du milieu du Moyen Âge au nord des Alpes. L'antipape Jean XXIII, l'empereur Sigismond, de nombreux cardinaux, archevêques et évêques, ainsi que des milliers de serviteurs, diplomates des nations participantes, de même que des érudits, des théologiens, des marchands et des artisans — sans oublier les prostituées — vinrent de toute l'Europe résider temporairement dans la ville.
La cathédrale était le lieu de réunion officiel pour les 45 réunions plénières du concile et les congrégations, ainsi que pour les grandes fêtes liturgiques (un récit contemporain du déroulement du concile par Ulrich Richental montre les réunions se déroulant sur des bancs de bois). Environ 200 sermons portant partiellement sur la politique intérieure de l'Église furent tenus pendant la durée du concile dans la cathédrale. L'empereur lut à son arrivée en 1414 l'évangile lors de la messe de Noël – il portait la couronne impériale et une épée, comme s'il allait de soi qu'il était le chef du concile. C'est aussi ici que le 6 juillet 1415, au cours de la quinzième réunion plénière, un débat enflammé conduisit à condamner le réformateur tchèque Jan Hus à être brûlé ; le verdict fut appliqué le jour même à l'extérieur de la ville.
Pendant l'élection du nouveau pape Martin V, qui mit fin au Grand Schisme d'Occident, et qui se tint dans l'entrepôt de la ville (aujourd'hui appelé Konzilgebäude, le bâtiment du concile), les prières des prêtres et des évêques se tenaient dans la cathédrale. L'intronisation du nouveau pape eut lieu sur une tribune devant la cathédrale.
Une plaque mortuaire devant les marches du chœur, de facture anglaise, rappelle que l'évêque Robert Hallam de Salisbury mourut en 1417 pendant le concile et fut enterré dans la cathédrale.

### Renouveau gothique 1420-1520

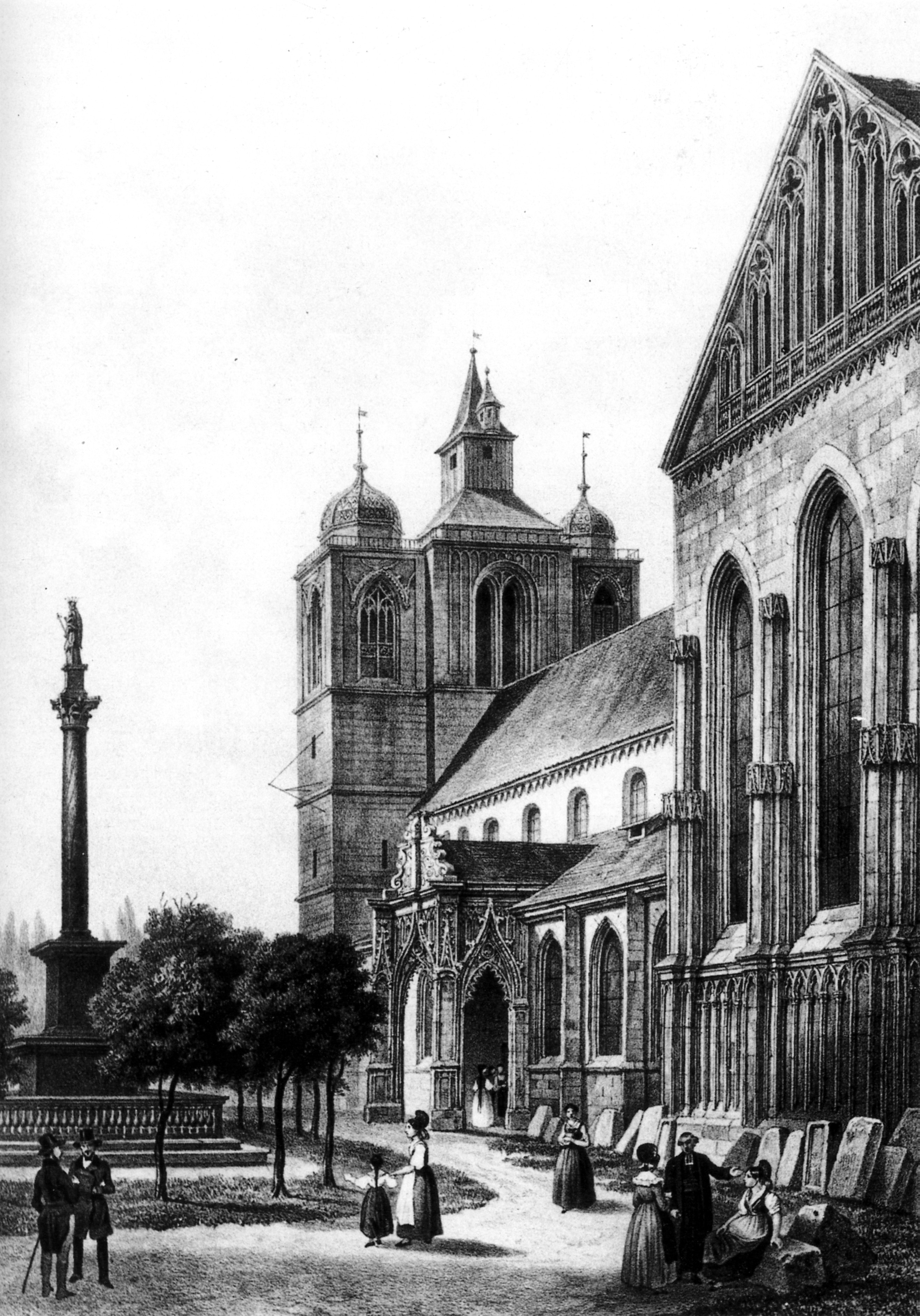
Façade sud et tours dans leur forme gothique tardive (Lithographie) de L. Deroy vers 1820.

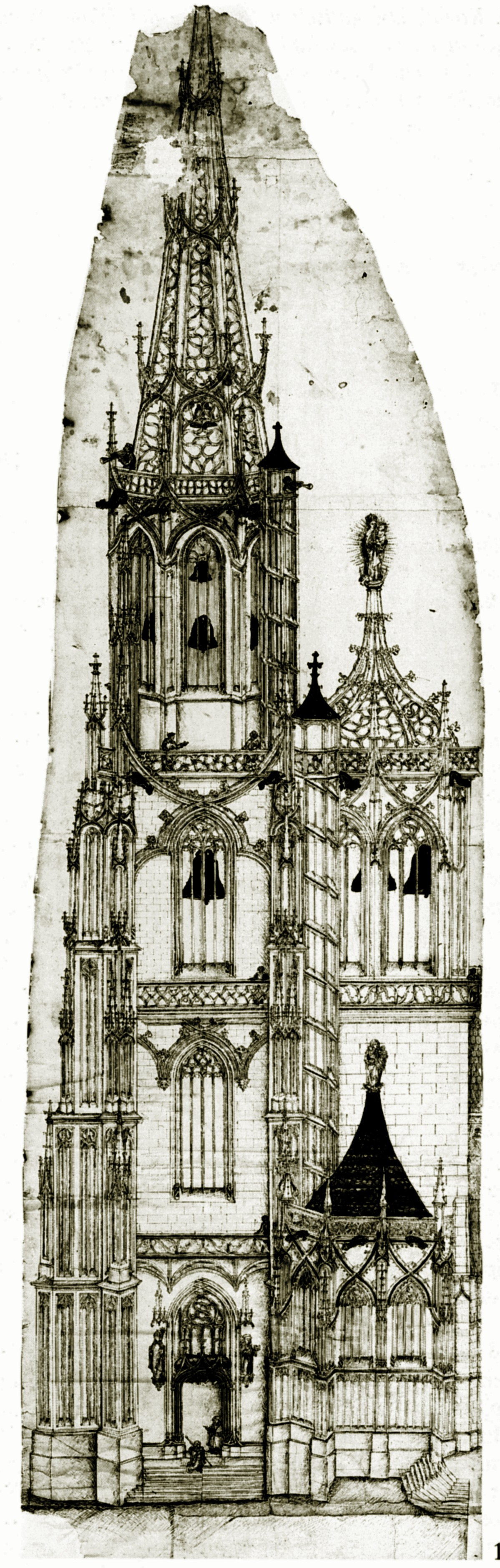
Le projet abandonné de tour de Lorenz Reder après l'incendie de 1511 (Archives de la ville de Wiesbaden).

Le concile apporta à l'évêché un renouveau économique, de telle sorte qu'à partir de 1423, une activité frénétique dans la construction de l'église commença, qui dura un siècle et fit de la cathédrale ce qu'elle est à peu près aujourd'hui. L'évêque Otto III fut particulièrement enthousiaste : des critiques de l'époque rapportent qu'il avait un si grand désir et une si grande passion de construire qu'il endetta lourdement l'évêché.
Peu après, l'intérieur roman de la cathédrale fut rénové dans le style gothique tardif : les bas-côtés, la sacristie inférieure ; le chœur de Saint-Thomas, le bras sud du transept et le sanctuaire reçurent entre 1423 et 1453 des arcs cintrés et des fenêtres ouvragées. Le mur ouest du chœur principal fut percé de trois hautes fenêtres en ogive, symboles de la Sainte Trinité. La façade sud du transept fut également refaite. Dans le chœur de Saint-Thomas se trouvait le Schnegg, un escalier en colimaçon hexagonal en grès extrêmement travaillé, portant des sculptures figuratives et qui donne une idée des capacités mais aussi des limites des constructeurs constançois de l'époque.
Dès le XIVe siècle, il apparaît qu'il y avait à proximité de l'église un atelier de construction permanente. À l'époque la mieux documentée, vers 1500, l'atelier était constitué de vingt à trente tailleurs de pierre qui s'échangeaient régulièrement avec les ateliers de Spire (ville), Coblence, Salem, Strasbourg, Bebenhausen, et Maulbronn. Les tailleurs eurent trois maîtres-tailleurs entre 1453 et 1526, mais à cette époque, ces distinctions n'entraînaient pas le pouvoir de diriger directement les travaux — des artisans assumaient cette charge à tour de rôle ; quant au contenu théologique des œuvres, il était choisi par le chapitre.
Le premier de ces trois maîtres fut Vincenz Ensinger (en activité de 1453 à 1489), fils de Matthäus Ensinger. Il fit reconstruire la bibliothèque à l'étage de la salle capitulaire et aménager les chapelles latérales au sud de la nef (1465-1485). Ensinger délégua au sculpteur strasbourgeois renommé Nikolaus Gerhaert van Leyden la redécoration du chœur. Gerhaert ne termina cependant qu'un retable ; les stalles ne furent pas achevées, car le sculpteur quitta le chantier après une dispute au sujet de son salaire. L'artiste local Simon Haider finit le travail. Haider, qui n'était qu'ébéniste, ne put donc que réaliser des sculptures en bois, comme c'est le cas sur le portail occidental. Le retable de Gerhaert fut détruit pendant la Réforme, mais fut jusqu'à ce moment un objet d'admiration accessible pour les sculpteurs du sud de l'Allemagne.
Le maître Lux Böblinger (1490-1502), frère de Matthäus Böblinger, se chargea de la chapelle Welser décorative du côté de la tour nord. D'après la volonté de l'évêque Hugo von Hohenlandenberg, Böblinger posa en 1497 la première pierre de la tour centrale, qui devait prolonger la façade jusqu'au massif monumental de la tour ouest, d'après le modèle de la cathédrale de Strasbourg. Pour supporter le poids de cette façade, deux contreforts monumentaux en forme de flèche furent construits à gauche et à droite du portail. Son successeur Lorenz Reder de Spire (en activité de 1505 à 1526), avant d'être maître d'œuvre de la cathédrale d'Überlingen, termina la tour centrale, qui atteignit la hauteur des deux tours existantes. Comme celles-ci, elle devait recevoir une flèche couverte de plaques de plomb.
Le 21 octobre 1521, un incendie détruisit les toits et les cloches des trois tours, ainsi que l'orgue. La reconstruction fut financée par l'Église au moyen d'indulgences vendues aux habitants de Constance. De 1512 à 1526 on répara les tours restantes et on plaça au sommet des tours nord et sud des coupoles cintrées en maçonnerie. Entre les deux se trouvait l'abri en bois des gardiens. La « maisonnette des gardiens » était continuellement occupée, les frais étant partagés par la ville et l'évêque. Un nouvel orgue imposant fut aussi complètement refait (1515-1523), de même que la galerie de l'orgue (1516-1518) et la voûte du porche. Une rencontre des maîtres-tailleurs de pierre des principales églises de la région avait recommandé après l'incendie la construction d'une tour centrale sur le modèle de la Cathédrale Notre-Dame de Fribourg ; elle ne fut jamais entreprise, car la ville tombait progressivement sous l'influence de la Réforme et tous les travaux de la cathédrale s'arrêtèrent.

### Iconoclasme et contre-réforme
Au début du XVIe siècle, la Réforme commença par se répandre dans les villes libres de l'Empire. À Constance, les premiers prédicateurs réformateurs, à l'image d'Ambrosius Blarer, commencèrent à prêcher en 1518, peu après la publication des 95 thèses de Martin Luther. Le conseil de la ville saisit l'occasion de destituer l'évêque Hugo von Hohenlandenberg après des années de tentatives de sa part d'élargir ses privilèges et son pouvoir sur la ville. Après une vague de protestations, l'évêque quitta la ville en 1526 et s'installa à Meersburg, le chapitre déménagea pour Überlingen, puis en 1542 pour Radolfzell. L'inventaire de la cathédrale et son trésor que le clergé ne put emmener fut placé sous l'administration du conseil de la ville. L'iconoclasme se déroula de façon très ordonnée à Constance : les reliquaires, peintures, statues, tapisseries et les autres œuvres d'art de valeur de l'évêché furent confisqués par la ville et furent revendus ou fondus. Les reliques, dont les restes de saint Conrad et saint Pélage, et les restes de saint Gebhard conservés au monastère de Petershausen furent jetés dans le Rhin. Les autels (plus de soixante) et presque tout l'inventaire de la cathédrale furent définitivement perdus. La cathédrale devint une église paroissiale protestante sous gestion de la ville, mais ce système ne resta en place que pendant deux décennies environ.

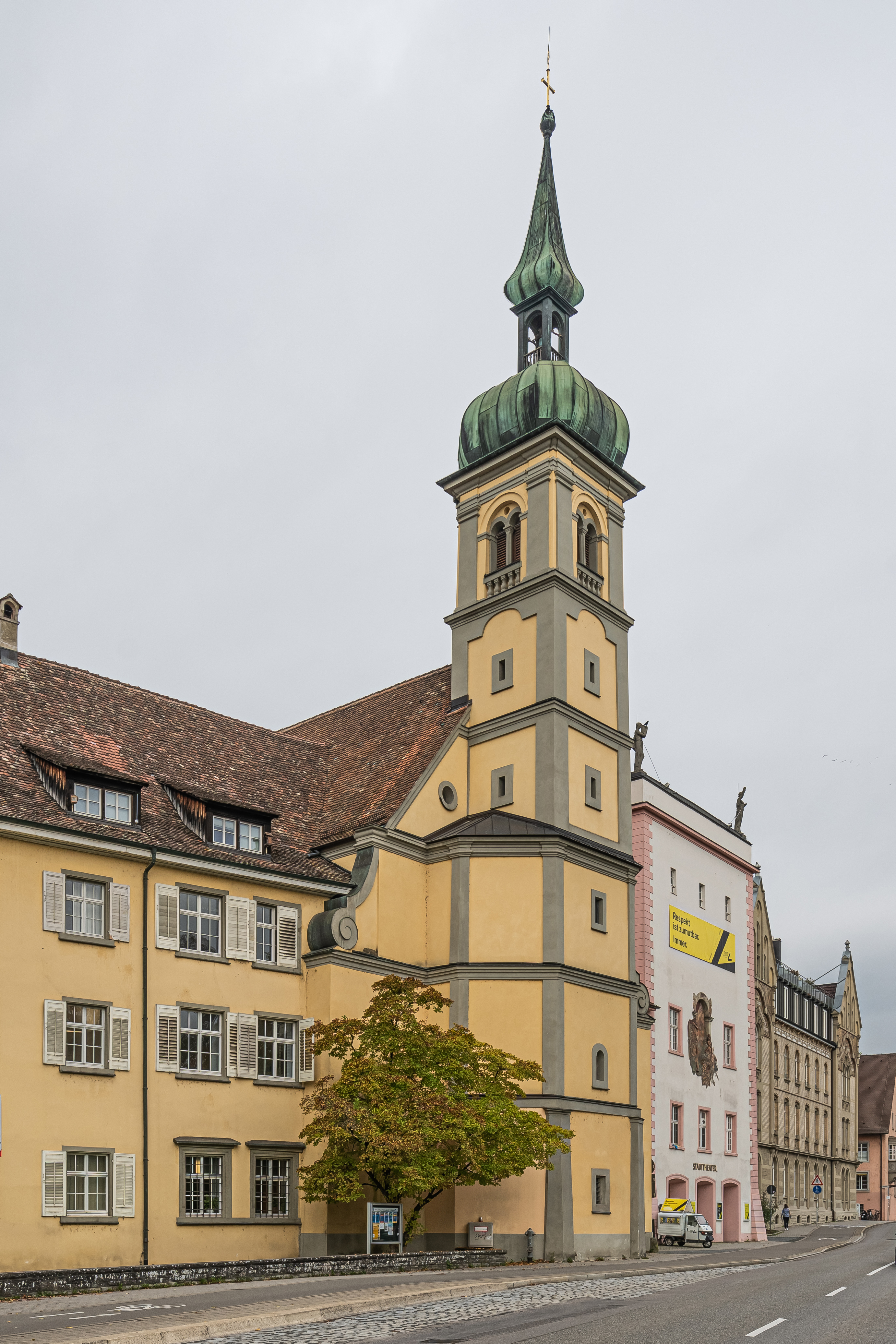
L'ancienne église jésuite, construite entre 1604 et 1607.

En août 1548, l'empereur Charles Quint obligea Constance, en tant que dernière ville du sud de l'Allemagne membre de la ligue de Smalkalde, à la recatholicisation par la force armée. Constance se vit retirer son statut de ville libre et fut rattachée à l'Autriche antérieure. Les chanoines firent leur retour, pour exiger la restitution de leurs possessions. Sur la demande de la ville, le nouvel évêque Christoph Metzler von Andelberg revint le 11 mai 1551 à Constance où il reçut un accueil plutôt froid, et le 13 mai, la cathédrale fut reconsacrée à l'ancien rite. Meersburg devait rester jusqu'à la dissolution de l'évêché la ville de résidence épiscopale.
Par la suite, les ornements de la cathédrale et de ses chapelles furent complètement refaits. Une partie des autels, des cloches et des orgues furent financés par la ville. Les finances de l'évêché n'étaient pas suffisantes pour permettre d'entreprendre des travaux d'envergure. Des dons venaient surtout des habitants riches ou des fortunes personnelles des chanoines d'origine noble. Afin d'assurer le retour durable à la foi catholique, dans le contexte de la Contre-Réforme, les jésuites s'installèrent vers 1600 près du siège épiscopal. Ils érigèrent à proximité de la cathédrale la Christuskirche (Église du Christ) et ouvrirent près de celle-ci une église, l'actuel Heinrich-Suso-Gymnasium. Sous la poussée des jésuites, un synode diocésain fut organisé en 1609 dans la cathédrale, afin de réformer l'évêché. Mais la Contre-Réforme était aussi active sur le plan artistique : le plafond en bois peint de la nef centrale, datant du Moyen Âge, disparut sous la voûte dessinée par l'architecte jésuite Heinrich Mayer le Jeune, entre 1679 et 1683 ; les chœurs latéraux accueillirent de monumentaux autels baroques. D'autres modifications dans le style jésuite romain durent au contraire être abandonnées.

### Classicisme vers 1775

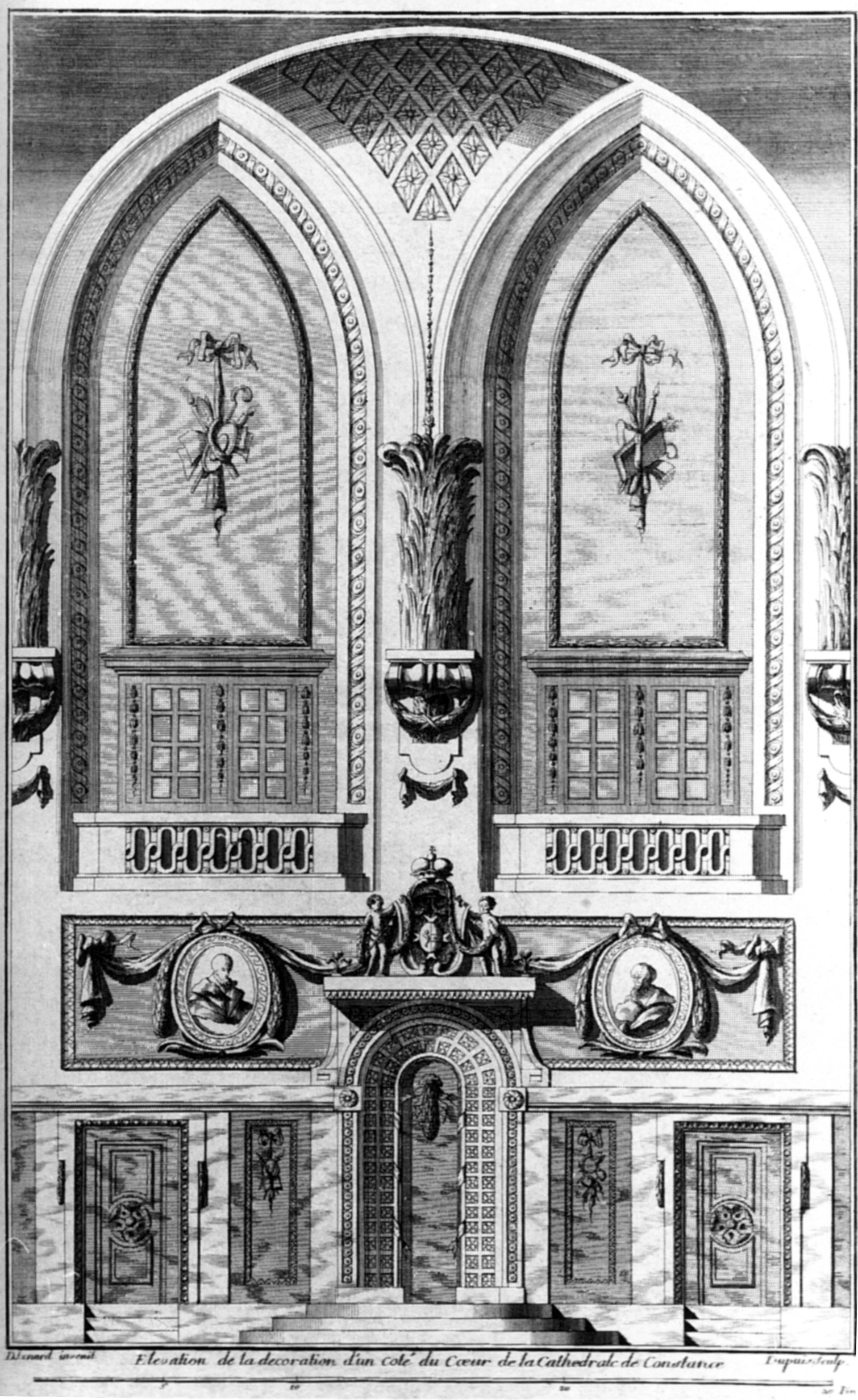
Dessin pour la réfection du chœur par d'Ixnard.

Ce n'est que vers la fin du XVIIIe siècle que les travaux de la cathédrale reprirent, sur le modèle du classicisme français. L'architecte d'églises et de châteaux réputé Pierre Michel d'Ixnard, qui avait reçu peu auparavant la charge de l'aménagement d'une église par l'abbaye de Salem, dessina pour la cathédrale de Constance un maître-autel (1774) et une réorganisation autour de l'autel, de la croisée et des bras du transept dans un style antique.
L'exécution fut confiée à ses compagnons Josef Ferdinand Bickel et Carlo Luca Pozzi. Le nouveau maître-autel fut adossé au mur est, dont les fenêtres furent murées dans leur tiers inférieur. Les trois parties du chœur et la croisée reçurent un plafond à caissons partiellement doré, les murs furent décorés d'une couche de marbre unie. Ce dessin classique ne remporta pas un succès complet. Au XIXe siècle, les ajouts classiques sur l'architecture gothique furent complètement retirés. Aujourd'hui, on voit plutôt dans ces modifications une réinterprétation de l'espace romano-gothique, de la même façon que dans la cathédrale de Salem.

### Sécularisation et dissolution de l'évêché

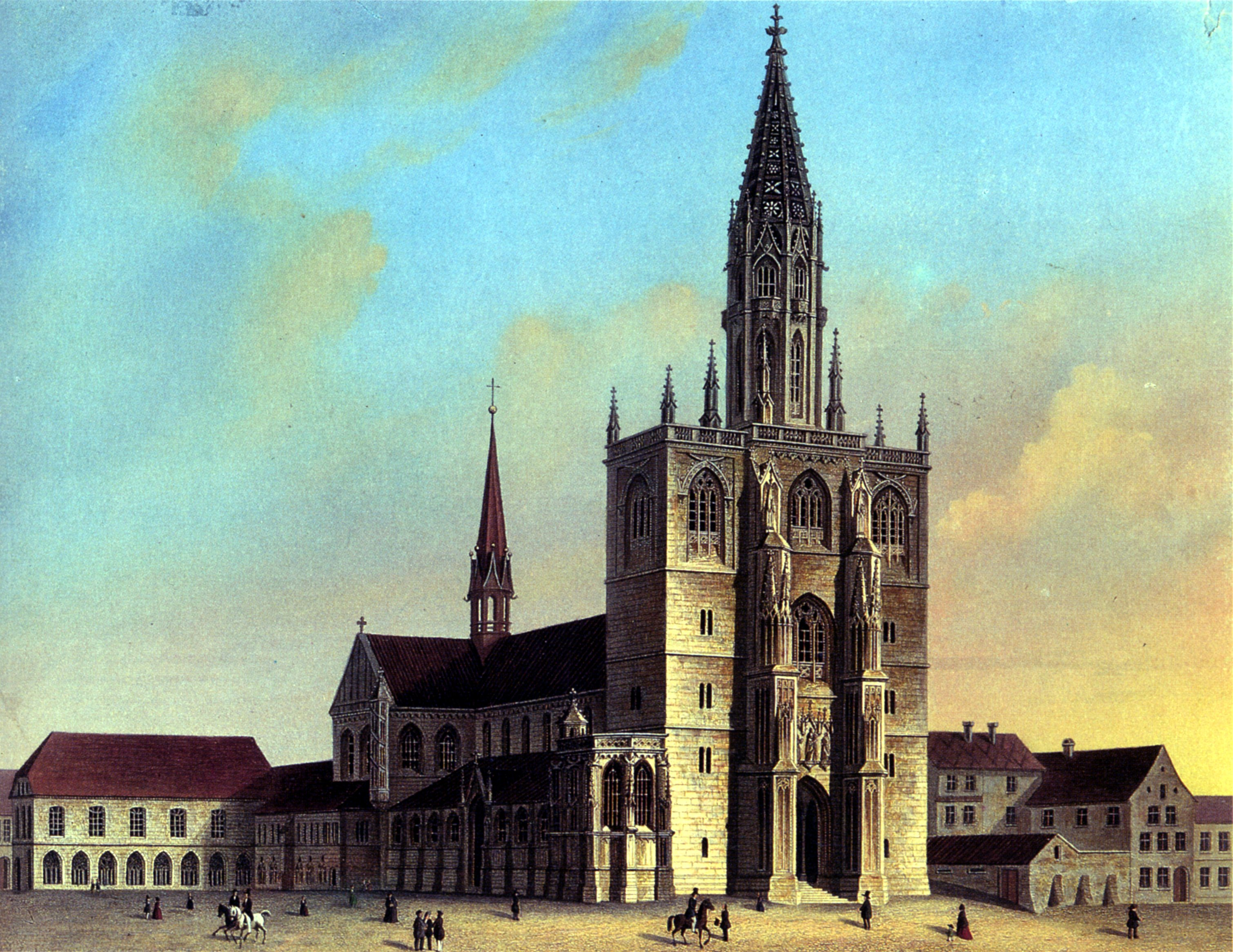
La cathédrale une fois la tour terminée en 1856 (lithographie de l'époque, de C. Dyckerhoff/L. Thümling).

Avec la sécularisation commença le déclin de l'évêché. Dès 1795, l'Autriche prit possession d'une partie du trésor de la cathédrale pour financer la guerre contre la France. L'abbaye de Constance, possession séculière du prince-évêque, fut confisquée en 1802 au profit du margraviat de Bade, et quelques années plus tard, Constance lui fut également cédée. Ainsi les bâtiments sacrés et le trésor de la cathédrale passèrent dans les mains badoises. Le théologien Ignaz Heinrich von Wessenberg, vicaire général de l'évêché et un partisan du joséphisme fut élu vicaire capitulaire à la mort de l'évêque Charles-Théodore de Dalberg. Le pape Pie VII s'opposa aux plans de Wessenberg pour la création d'une Église catholique nationale allemande, et ne reconnut pas le vote. Peu après, l'évêché fut dissous par le pape, qui fonda le diocèse de Fribourg. Sous la protection du gouvernement, Wessenberg accomplit sa tâche jusqu'à l'occupation du nouveau siège épiscopal en 1827. Sa résidence fut construite presque en face de la cathédrale ; en 1860, la ville permit à ses citoyens d'honneur d'être enterrés dans le bas-côté nord.
À partir de 1821, la cathédrale n'était plus qu'une simple église paroissiale catholique. L'ancienne église paroissiale pour le Niederburg, St. Johann fut fermée et un prêtre s'installa. Avec l'église St. Stephan, la cathédrale survécut à la vague de laïcisation qui frappait les autres églises constançoises. Dans le premier tiers du XIXe siècle, une grande partie du quartier de la cathédrale fut la proie d'incendies, ou fut démolie : en 1824 un incendie particulièrement violent détruisit l'ancien complexe résidentiel des chanoines, ainsi que le Stauf et le cloître. Le palais épiscopal, vieux de 900 ans et inoccupé depuis l'époque de la Réforme, au sud de la cathédrale, fut démoli et fut remplacé en 1830 par la maison de la société des musées de Constance, qui sert aujourd'hui de presbytère.

### Néogothique et achèvement du clocher vers 1850

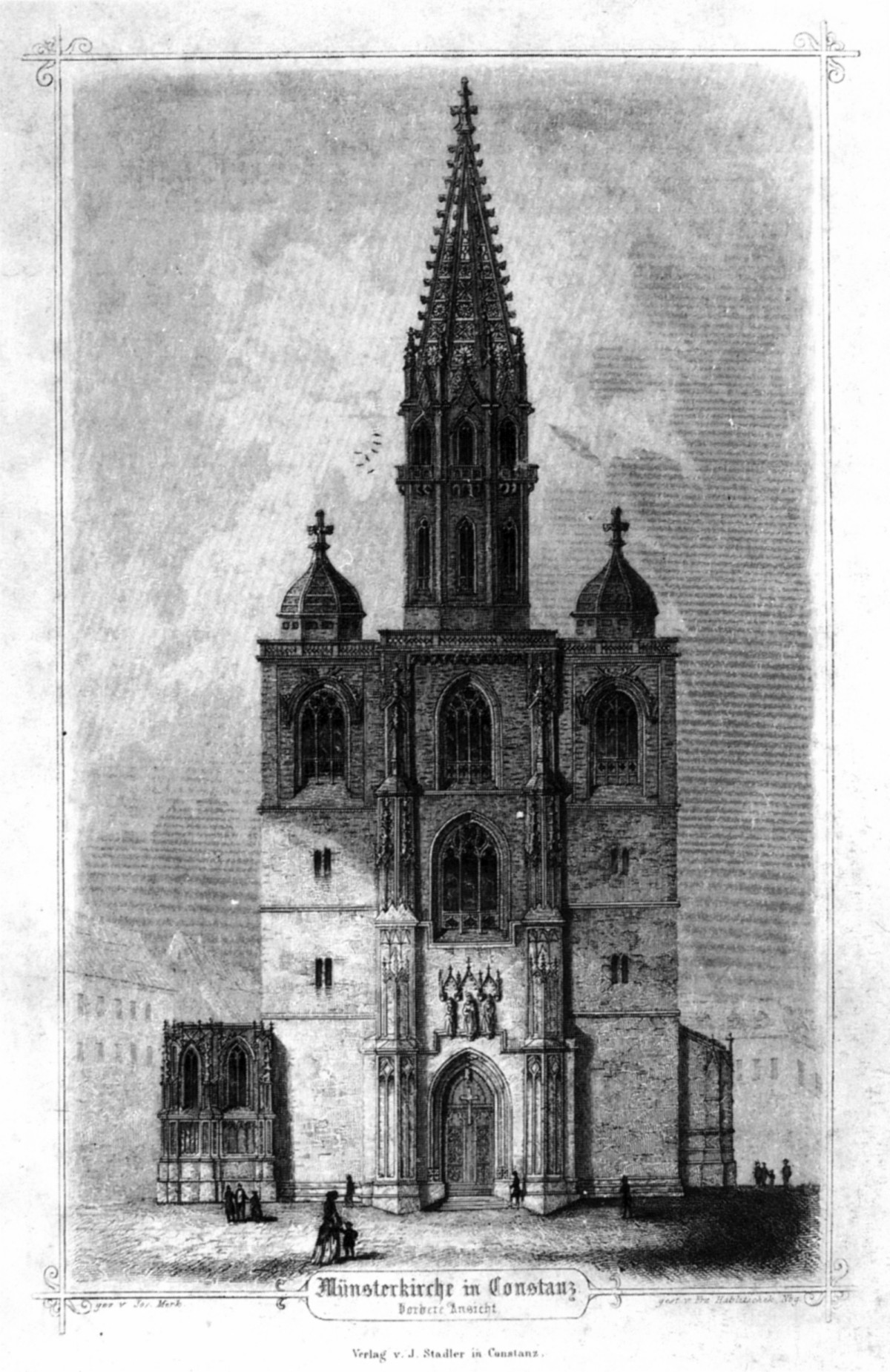
En 1853-1854 la nouvelle tour et les « cloches à fromage » du gothique tardif coexistèrent brièvement (esquisse de C. Dyckerhoff), peu après, les coupoles furent rasées.

Vers le milieu du XIXe siècle, le concept de conservation du patrimoine se répandit dans le Bade et atteignit la cathédrale de Constance — « un des monuments majeurs de l'architecture gothique, parmi les plus beaux de son époque », comme le relate un architecte contemporain. En 1844, Léopold de Bade autorisa la restauration. Sous la direction de Heinrich Hübsch, l'extérieur du bâtiment fut ravalé et certains bâtiments attenants rasés entre 1846 et 1860. Les travaux comprenaient une regothisation de la cathédrale. Au XIXe siècle, le gothique s'imposa comme le style original de la nation allemande, et c'est pourquoi la cathédrale devait être ramenée à son état précédant l'influence baroque, qui était méprisée.
Comme pour de nombreux autres bâtiments, il fallait qu'un idéal patriotique s'impose, même s'il n'avait aucun fondement historique. Lors de la restauration, on simplifia le côté est, les portails nord et sud furent également démolis en 1854 et 1857 respectivement. Le style de la façade, considéré comme « impur » fut refait selon les conceptions du néo-gothique en cours, et la flèche encore présente aujourd'hui fut mise en place. Ce n'est que grâce aux protestations du prêtre de la cathédrale que l'on renonça à la réfection du chœur classique. Les fenêtres murées par d'Ixnard furent repercées.
Le changement le plus important commença : la tour octogonale en maçonnerie modifia substantiellement l'apparence de la façade. Les coupoles ajourées maçonnées du gothique tardif au-dessus des deux tours, tant appréciées par la population, dessinées par Hübsch en forme de « cloches à fromage », ainsi que le toit pyramidal de l'abri des gardes heurtaient la sensibilité du directeur des travaux. Peu après un octogone avec une coupole simple fut projeté ; il ressemblait quelque peu aux coupoles des tours déjà existantes. Le deuxième projet, qui fut finalement mené à bien, augmenta l'octogone de deux étages et le couronna avec une flèche ouvragée ajourée. Le modèle en était la flèche de la cathédrale Notre-Dame de Fribourg (le dessin de la tour centrale par Lorenz Reder était inconnu de Hübsch). On renonça aux deux tours initialement prévues au Moyen Âge, pour des raisons inconnues, peut-être financières ou esthétiques.
Le 27 juillet 1857, le fleuron qui devait conclure l'ensemble fut mis en place ; les coupoles suivirent dans l'année. La flèche s'élevant à 76 mètres achevait la gothisation de la basilique salique. Les protecteurs du patrimoine, au-delà de la rénovation controversée, donnèrent ainsi à la ville un point de repère remarquable de loin.

### Restaurations 1880–1935

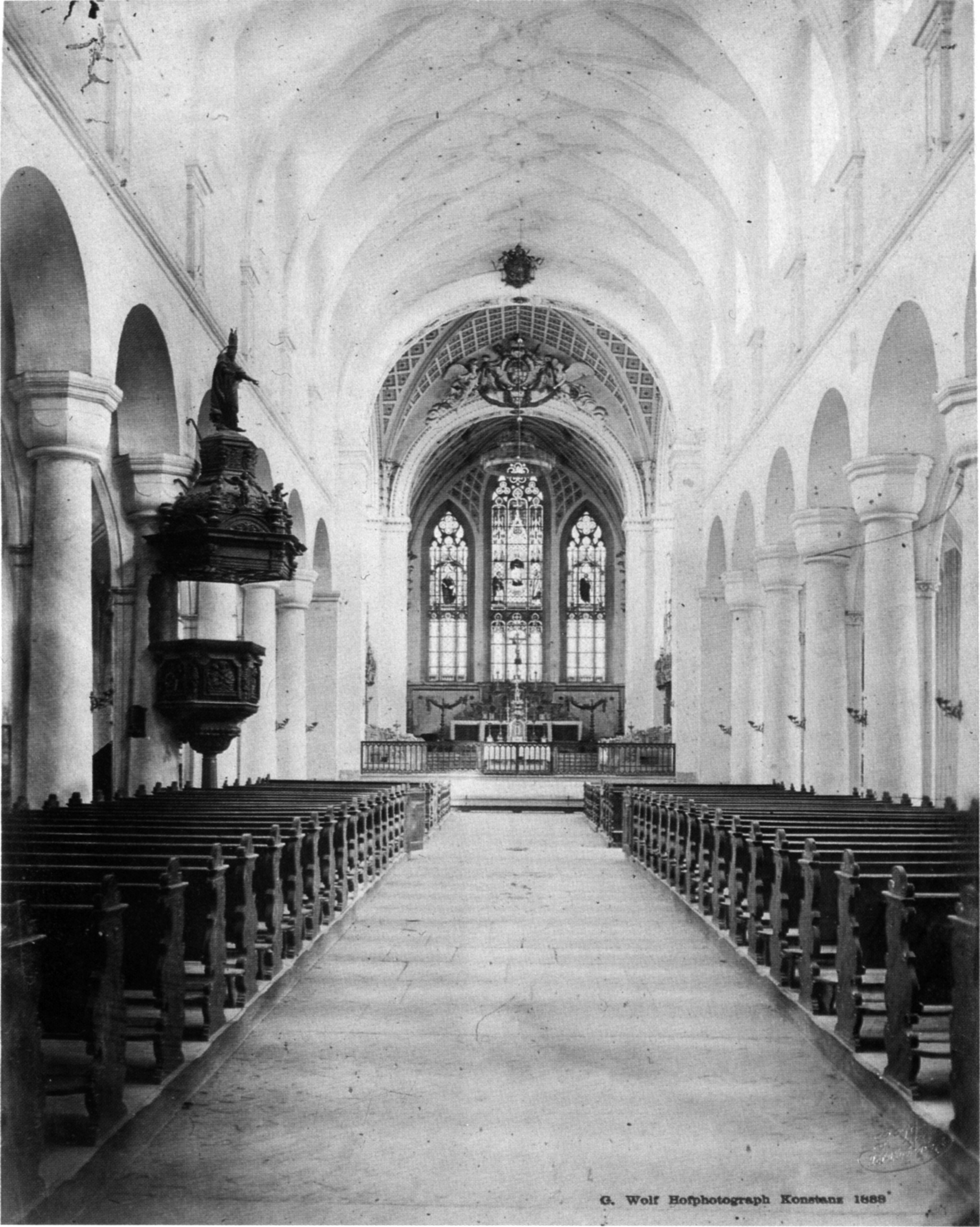
La nef et le chœur en 1888 (photographie de German Wolf).

L'intérieur de la cathédrale dut encore attendre pendant plusieurs décennies la restauration néo-gothique. En 1879 August Essenwein, directeur du Musée national germanique, recommanda la remise en place du plafond du Moyen Âge, qui avait été remplacé par la voûte baroque. Le projet ne fut pas modifié ; pour y parvenir, les chapelles latérales et la rotonde de Saint-Maurice furent repeintes selon le style du Moyen Âge, sous la direction de l'inspecteur des travaux Bär entre 1881 et 1887. Cette transformation fut critiquée par les contemporains comme étant dépourvue de plan. Le réaménagement néo-gothique de la plupart des chapelles latérales date d'entre 1910 et 1914.
Une autre restauration de l'intérieur suivit entre 1922 et 1923 sous la direction de Paul Motz, pour le jubilé des 800 ans de la canonisation de l'évêque Conrad. Ce n'est qu'alors que le classicisme retrouva ses droits : les fenêtres gothiques du mur du chœur furent complètement fermées, les décorations en stuc et les ornements furent complétés et intégrés à l'espace classique. Les peintures colorées dans la crypte, la chapelle de Saint-Conrad et diverses tombes furent remises en place en fonction des investigations faites au cours des travaux. Dans les années 1930, des travaux de réparation eurent lieu à l'extérieur, où des briques, du béton, du bitume remplacèrent les matériaux originels ; les pierres calcaires de Suisse ne purent plus être utilisées après 1933 pour des raisons politiques. Les méthodes de réparation d'antan (et partiellement expérimentales) se révélèrent problématiques, car elles conduisaient à des dommages, notamment sur les anciens joints d'étanchéité.

### De l'après-guerre au présent

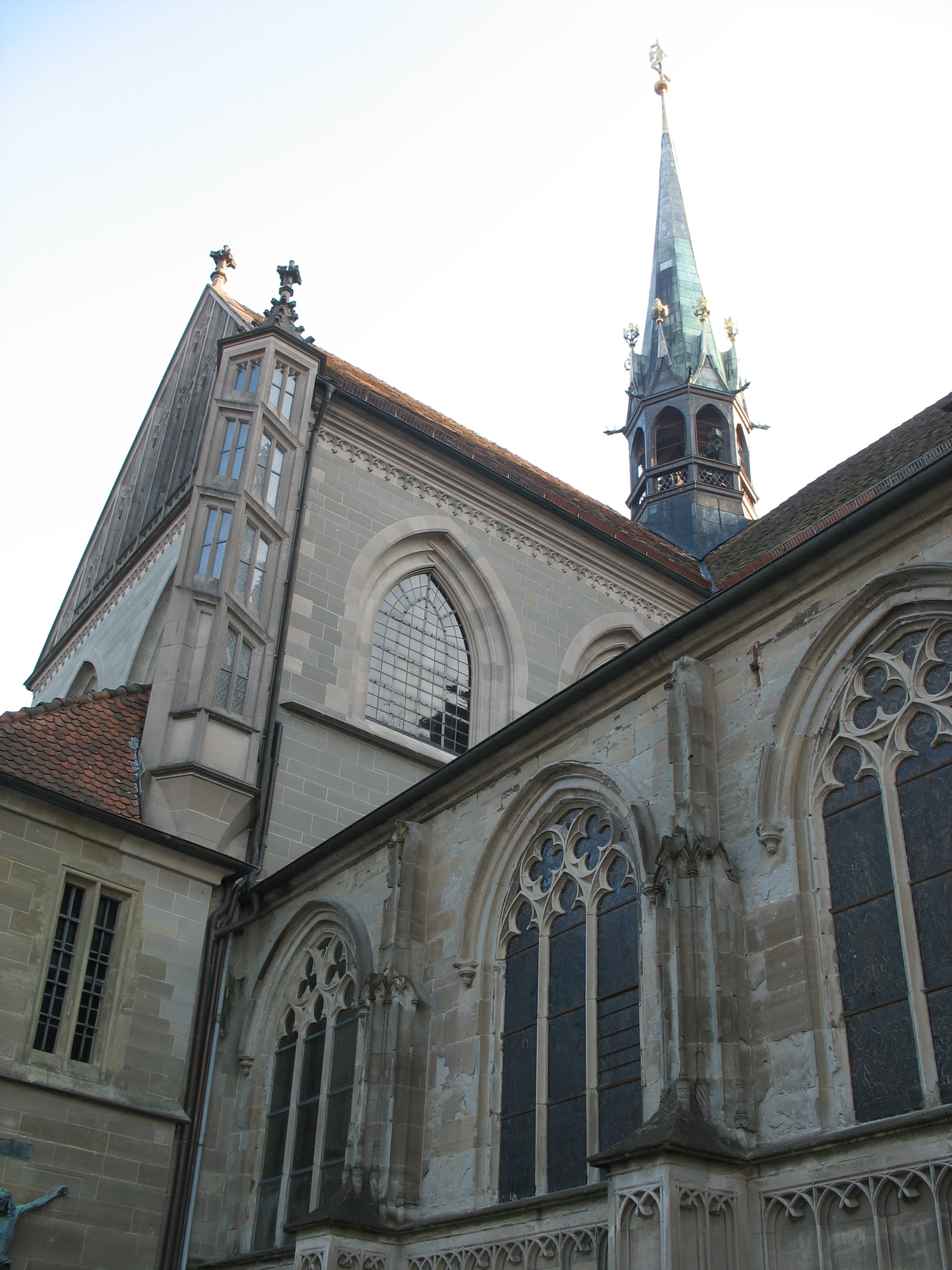
Maçonnerie endommagée et rénovée du côté nord du transept.

Une nouvelle restauration générale de la cathédrale commença en 1962. En premier lieu, le grès souffrait des gaz d'échappement, à tel point que les pierres de la cathédrale devaient être continuellement rénovées ou remplacées par des copies. Les briques des années 1930 créaient également des dommages supplémentaires. Depuis 1968 il y avait continuellement des ateliers de construction sous la surveillance de l'État. Six à huit tailleurs de pierre travaillaient pratiquement exclusivement à la réfection de la cathédrale. Depuis les années 1960, environ 30 millions d'euros ont été dépensés pour la rénovation et l'entretien de la cathédrale.
De 1979 à 1988, la chapelle Welser dans le coin nord-ouest de la cathédrale fut rénovée dans son état précédant la restauration du XIXe siècle, et là où cela n'était pas possible, des gargouilles modernes furent placées. En 1985, des investigations pour la tenue de travaux sur les tours furent menées. En effet les étages supérieurs nécessitaient de telles rénovations que des travaux superficiels ne suffisaient pas toujours. Au lieu de cela, l'étage des tours de la tour nord fut complètement aplani entre 1991 et 1996 et reconstruit à l'identique avec des pierres de grès saines ; sur la tour sud, des réparations furent suffisantes. Le grès employé provenait comme à l'époque de la construction de Rorschach et depuis peu du lac de Zurich. De 1998 à 2001, l'octogone néo-gothique et la flèche suivirent. En même temps la façade ouest fut complètement remise à neuf. En 2005, les travaux sur la tour se terminèrent ; la rénovation des façades nord et sud devait suivre.
En 1955, le pape Pie XII éleva le sanctuaire au rang de basilique mineure. La paroisse actuelle peut accueillir environ 3 000 personnes. À Constance, il n'y a que le cloître des dominicaines de Zoffingen de la Brückengasse, fondé en 1257, qui ait été épargné par la Réforme et la sécularisation. La fête annuelle la plus importante de la paroisse est la fête de Saint-Conrad le 26 novembre, à l'occasion de laquelle un évêque ou un abbé de l'archidiocèse de Fribourg-en-Brisgau ou d'un diocèse voisin est invité. Le patronage marial est fêté le 8 septembre (naissance de Marie). La cathédrale est ouverte toute l'année aux visiteurs ; la plate-forme de la tour est accessible de Pâques à fin octobre. En plus des services religieux catholiques, des concerts ont lieu régulièrement dans la cathédrale.

## Architecture et ornementation

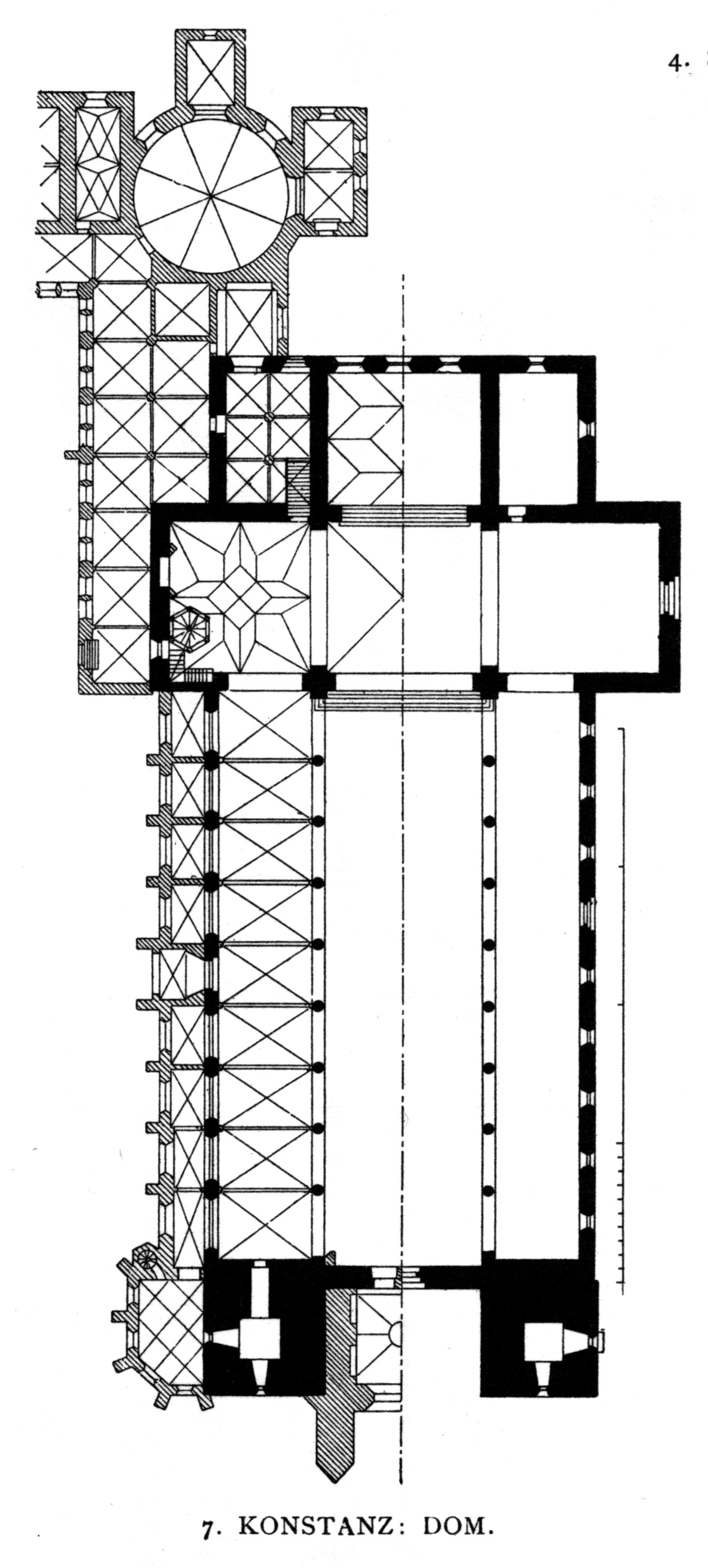
Plan de la cathédrale.

La cathédrale de Constance est une basilique composée d'une nef à trois vaisseaux avec un transept et se terminant par un chœur à trois parties. Le corps principal avec ses volumes modérés est sans confusion possible roman, tandis que les traceries latérales et les hautes fenêtres à ogives du Moyen Âge tardif montrent la volonté de faire ressembler l'église aux grandes cathédrales gothiques. Le parvis de la cathédrale est conçu pour être le lieu idéal d'observation de l'édifice et de ses tours massives, auxquelles la décoration confère un côté délicat. Depuis le sud, l'église montrait encore au XIXe siècle un portail décoratif d'envergure, alors qu'aujourd'hui, seul le mur sud du transept, de style gothique primitif témoigne encore de cette fonction. À l'est la rotonde de Saint-Maurice, ainsi que la salle capitulaire et la chapelle de Sainte-Marguerite, reliées aux restes de l'ancien cloître, ferment le mur extérieur du chœur nord.

### Nef

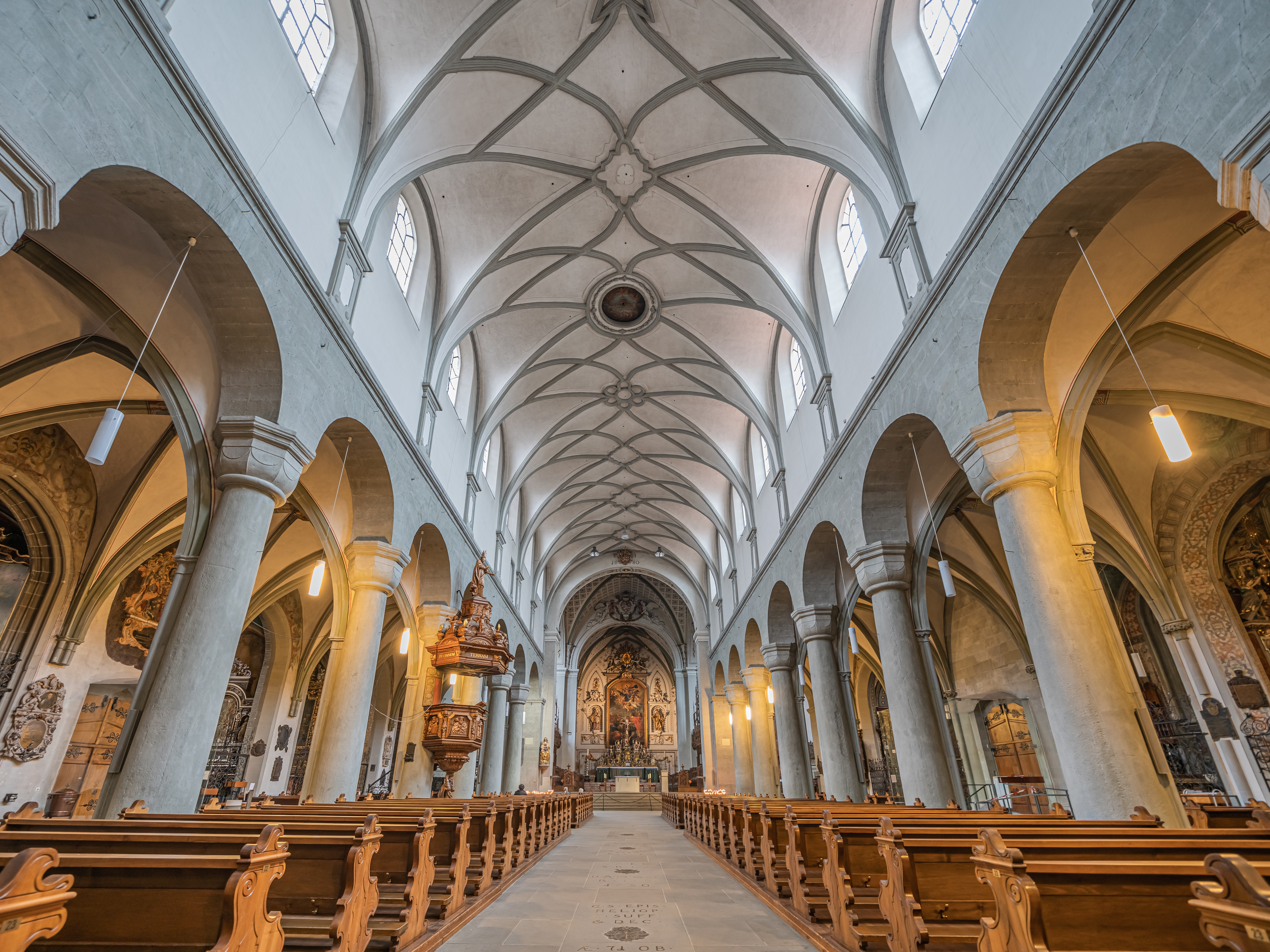
Vue de la nef en direction de l'autel.

C'est dans le vaisseau central de la nef que la superposition des différents styles architecturaux est la plus visible. Les rangées de colonnes à droite et à gauche sont sans conteste de style roman et remontent à la période de construction sous Rumold après 1054. En tout, seize colonnes de chaque côté portent les arcades en plein cintre. Elles supportent de grands chapiteaux octogonaux finement ouvragés (apparemment sur le modèle de la cathédrale de Goslar) et des stylobates. Chaque colonne est faite d'un seul bloc de grès de Rorschach. La nef, toute en longueur, crée une perspective jusqu'à l'autel, partagée régulièrement par les larges arcs en plein cintre. Le dernier arc encadre la croisée du transept et le chœur principal (abside).
La voûte nervurée baroque (1679-1680) qui couvre le vaisseau central de la nef crée une tension de la claire-voie et la relie artificiellement à l'unité de la nef. Bien que la voûte s'oppose à l'impression d'austérité des rangées de piliers, elle s'intègre harmonieusement à l'ensemble. Sur la gauche de la nef principale, on peut encore distinguer sur la claire-voie le passage par lequel l'orgue est entré dans la nef.

### Transept et chœur principal

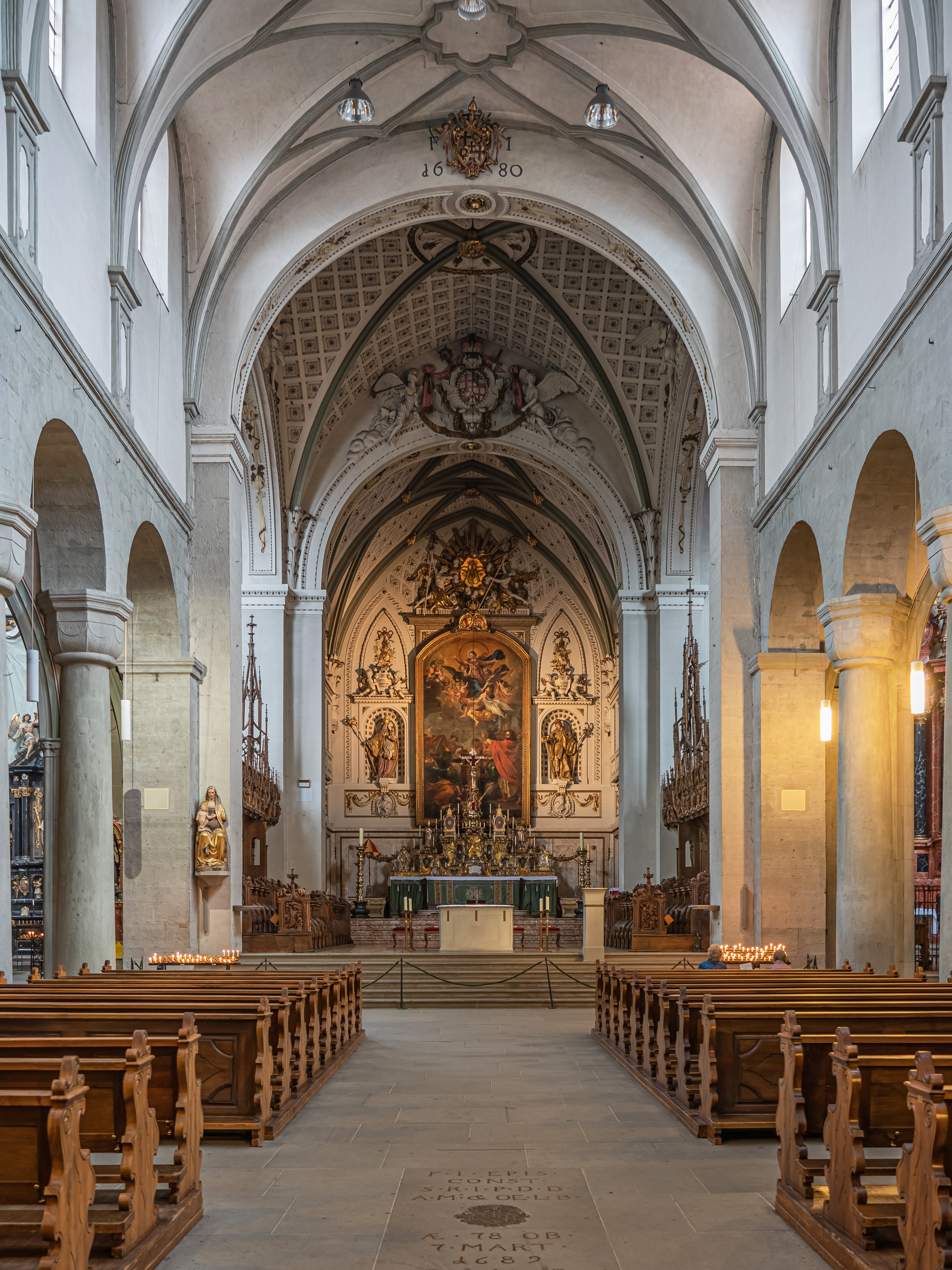
La croisée, et derrière le chœur principal.

Le transept de la cathédrale est divisé en trois parties : la croisée détachée, sur laquelle le chœur principal se ferme à l'est, avec le maître-autel classique, à gauche de la croisée le chœur de Saint-Thomas et à droite le chœur de Sainte-Marie. Le carré de la croisée définit de façon caractéristique pour une basilique romane l'unité de mesure pour les différents volumes (système lié). Le sol de la croisée et des chœurs latéraux est surélevé d'environ un mètre par rapport à la nef, le chœur principal est également plus haut de cinq marches que la croisée.
Tout le plafond du chœur et de la croisée est uniformément décoré de façon classique, de même que les murs du chœur principal sont couverts d'or et de marbre blanc. Les deux chœurs latéraux sont surmontés de voûtes d'ogives en partie couvertes de caissons dorés. Dans le chœur nord, la voûte a une forme d'étoile à sept branches ; dans le chœur principal, des losanges fleuris remplissent les bases des arcs gothiques. Jusqu'au IIe concile du Vatican la place de l'officiant était dans le chœur principal. C'est là que se trouve le maître-autel classique, dessiné par d'Ixnard. Le mur du fond ne comporte pas de fenêtre, depuis que les trois grandes fenêtres gothiques de l'est ont été murées en 1923. On peut encore deviner la taille des fenêtres à ogive originelles, à travers lesquelles la lumière du soleil levant pénétrait directement dans l'église. Devant la fenêtre centrale, une peinture à l'huile monumentale de Franz Carl Stauder, représentant l'Assomption de la Vierge, est suspendue. La peinture est flanquée de statues des saints patrons de l'église Conrad et Pélage.

### Chœur Saint-Thomas

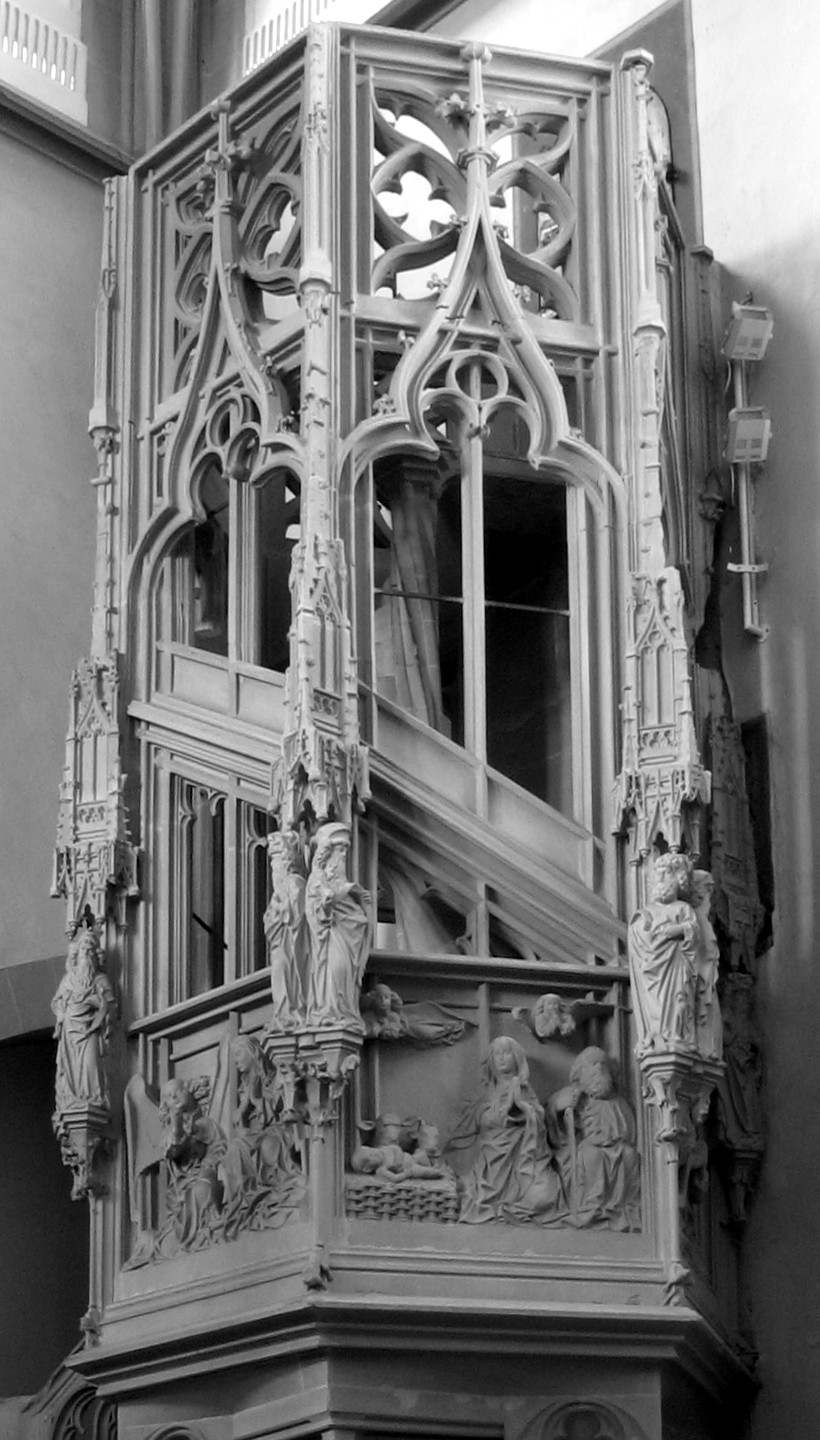
Le Schnegg du gothique tardif.

Les deux chœurs latéraux abritent chacun un autel baroque monumental. L'autel dans le bras nord du transept (chœur de Saint-Thomas) est décoré de sculptures de Christoph Daniel Schenck ; à côté du Christ et de saint Conrad, on peut voir l'empereur Henri II et sainte Hélène ; le crucifix au-dessus de l'autel est une œuvre de Carlo Pozzi de Côme.
Le Schnegg dans le chœur de Saint-Thomas est un joyau du gothique tardif : une cage d'escalier de huit mètres de haut de grès taillé, orné de traceries et de motifs figuratifs. L'escalier en colimaçon de cinq mètres de haut à l'intérieur mène à la voûte de la partie est du bâtiment et à l'orgue suspendu dans la nef centrale. Les figures en relief représentent en face les uns des autres des symboles de la virginité mariale : Gédéon et l'Annonciation, le buisson ardent et la Nativité. Les coins de la tourelle sont ornés de huit figures de prophètes. Les inscriptions des rouleaux, ainsi que la peinture d'origine ont disparu. Les maîtres d'ouvrage de la tour ne sont pas nommés, jusqu'à un « Meister Antoni » ; le début de la construction est daté de 1438. Reiners en voit le modèle dans le château de Bourges. Tandis que les motifs sculptés ont suscité beaucoup d'admiration, la construction apparaît dans son ensemble comme manquant de planification, celle-ci ayant seulement été respectée pour la construction de l'escalier.
Près du mur nord du chœur Saint-Thomas se trouve une sculpture gothique d'un groupe représentant la mort de la Vierge et le deuil des disciples. Elle était originellement placée dans le chœur sud, car cette mort de la Vierge est consacrée, mais elle est maintenant dans une niche du gothique tardif, qui abrite la tombe du chanoine Friedrich von Richtenberg.

### Chœur Sainte-Marie
L'autel a été créé en 1637 par Jörg Guggenbüchel d'Einsiedeln, le tableau d'autel avec la mort de Marie est de Johann Rieger. Derrière le chœur sud, ou chœur Sainte-Marie, se trouve la chapelle Sainte-Marguerite, un lieu mentionné pour la première fois en 1222, couvert d'une voûte d'ogive gothique en 1423. Des peintures murales colorées (début du XIVe siècle) montrent trois motifs dans un cadre peint : à gauche, le Christ dans un cercle d'anges ; à droite, le diable terrassé par des anges armés de lances ; au-dessus de ces deux motifs, Marie avec le Christ dans les bras, avec à ses pieds les armes du donateur Otto III von Hachberg, prince-évêque de Fribourg. Sur le mur sud de la chapelle se trouvent la tombe de l'évêque et d'autres peintures (datées de 1445) qui représentent une crucifixion, ainsi que Marie au milieu d'un cercle d'anges musiciens (peinture sur un parapet). La délicate œuvre, à la peinture à l'huile et à la tempera, est en grande partie écaillée ou recouverte par des repeints postérieurs. Avec son arrière-plan qui crée une illusion de relief, elle constitue un des plus anciens trompe-l'œil de l'art allemand.

### Bas-côtés et chapelles latérales

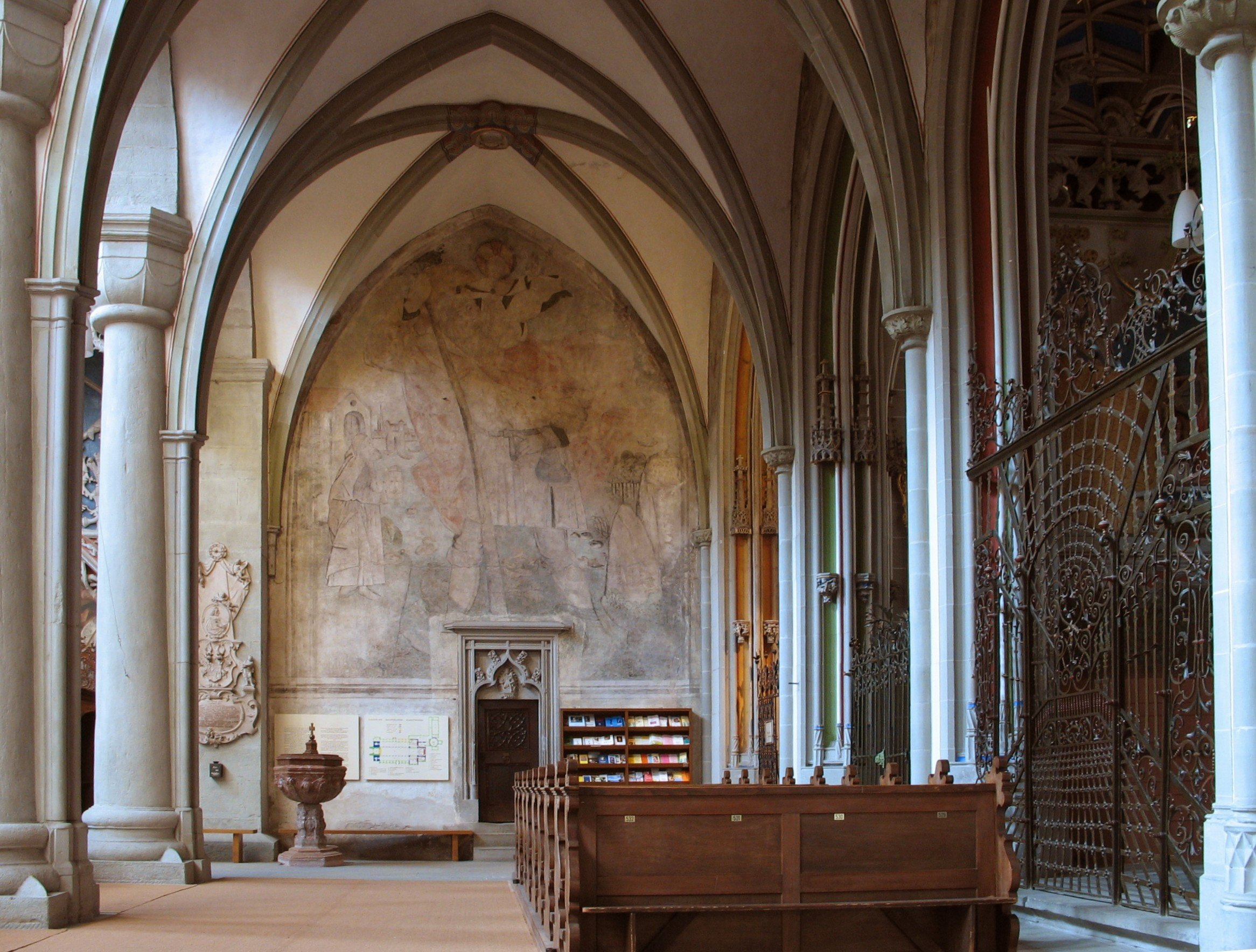
Peinture de saint Christophe dans le bras nord du transept.

Les collatéraux proviennent de la phase romane de construction de la cathédrale après 1054 et furent surmontés de voûtes simples à nervure au XVe siècle. Les clés de voûte sont peintes et représentent des saints et des êtres fantastiques, dont une chimère. Les piliers porteurs des voûtes sont engagés dans les colonnes du vaisseau central et vont jusqu'au sol ; du côté extérieur des bas-côtés, ils ont été en partie retirés.
En bordure des collatéraux se trouve une rangée de chapelles datant du XVe siècle. Peu de lumière traverse leurs magnifiques vitraux. La succession de chapelles est interrompue dans chaque cas, par un portail (nord ou sud, respectivement). Les autels et leurs décorations sont du XVIIIe ou du XIXe siècle et sont des dons des familles constançoises de haut rang, des chanoines et des évêques. En fonction des donateurs, les saints patrons ont beaucoup évolué au cours du temps. Les entrées des chapelles sont fermées par des grilles en fer forgé, qui sont pour beaucoup des restes de la grille baroque du chœur.
Peu des peintures murales d'origine sont encore présentes. Sur les murs ouest des collatéraux nord et sud, des deux côtés du portail occidental, se trouvent de grandes peintures de saint Christophe. Toutes deux sont fortement estompées. La peinture sud, datant de 1435 et restaurée en 1924, montre le saint portant le Christ sur son dos et traversant une rivière, dans un paysage très détaillé. La peinture nord, presque complètement effacée, datant de 1470, est une vision bien plus naturaliste de Christophe avec l'ermite, avec en arrière-plan un lac avec une sirène, des navires, des canards, des oiseaux d'eau et une ville, souvent considérée comme une représentation ancienne de la ville de Constance.
De nombreuses plaques mortuaires et épitaphes d'évêques, d'évêques auxiliaires et de chanoines se trouvent dans les nefs latérales. Le dernier administrateur du diocèse, et citoyen d'honneur de Constance, Ignaz Heinrich von Wessenberg, est également enterré dans le bras nord du transept.

### Chapelle Welser

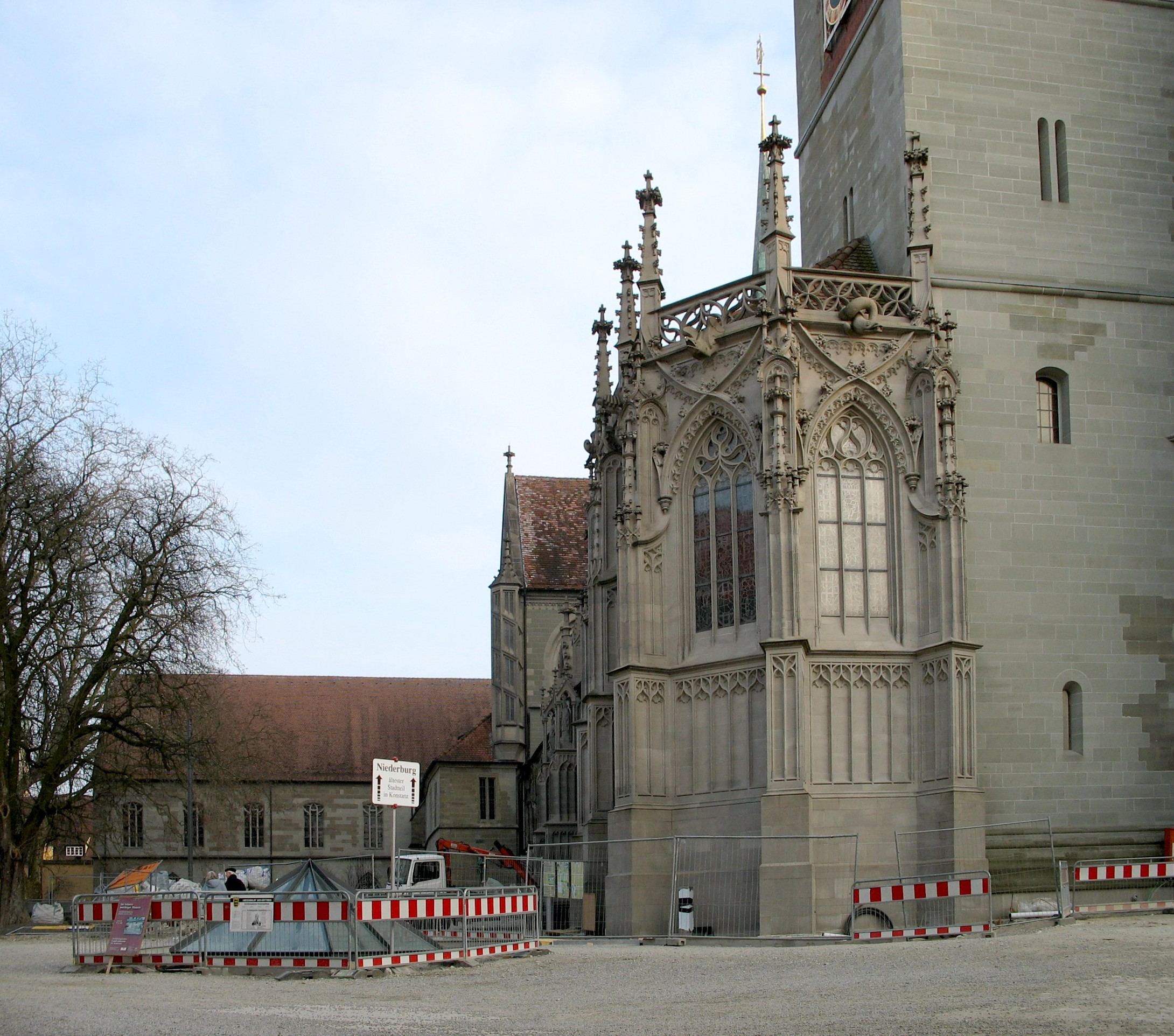
Chapelle Welser.

La chapelle Welser est, sur le côté nord, la chapelle latérale située le plus à l'ouest et se trouve, construction sans étage, accotée à la face nord de la tour nord. Commencée sous l'évêque Otto von Sonnenberg (1474-1491), la fonction originelle de cette chapelle prééminente n'est pas claire. Sa décoration extérieure dense montre — sous les restaurations invasives du XIXe siècle et les travaux de rénovation du XXe siècle — un mélange de reconstitution gothique et d'ornements modernes : à côté de l'ornementation restante se trouvent quatre sculptures monstrueuses, qui représentent les quatre vertus cardinales. À l'intérieur elle se rattache à la nef septentrionale, en tant que première chapelle au nord. Son nom rappelle qu'elle était la chapelle familiale de Matthäus Welser ; le chanoine Severinus Welser fit don de l'autel et fut enterré ici en 1659. La frise en relief qui la décore montre les bustes de vingt-et-un prophètes, ainsi que de plus petites figures de saints et de saintes en pied, qui figurent parmi les plus exceptionnels ouvrages sculptés de la cathédrale.

### Tours et portail ouest

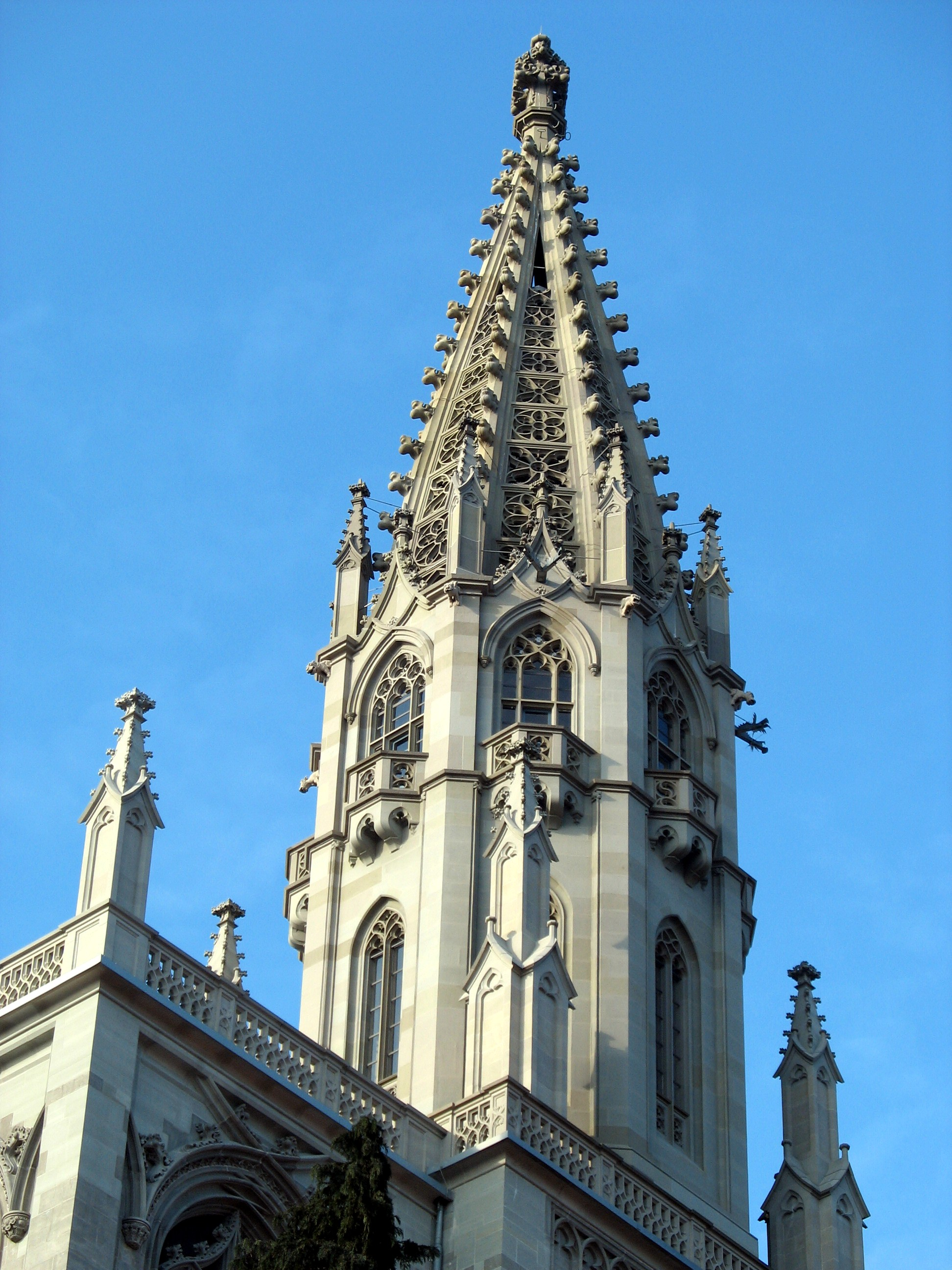
Flèche et octogone de la tour centrale.

Le côté ouest de l'église est marqué par un puissant front en grès qui enjambe le portail d'entrée. Il se répartit sur les tours nord, centrale et sud. Les tours nord et sud (XIIe – XIVe siècles) sont divisées par des bandeaux en quatre étages. Les façades des tours ne sont pas décorées et sont pourvues de peu d'ouvertures pour la lumière ; seuls les étages supérieurs, qui servent de chambres des cloches sont munis d'ouvertures décorées pour laisser passer les sons. Les tours se terminent au quatrième étage par une plate-forme sur laquelle repose l'octogone ajouré se terminant par la flèche ouvragée du XIXe siècle. La balustrade de la plate-forme d'observation est décorée de pinacles de pierre. La tour centrale est flanquée à l'ouest par de grands contreforts en escalier.

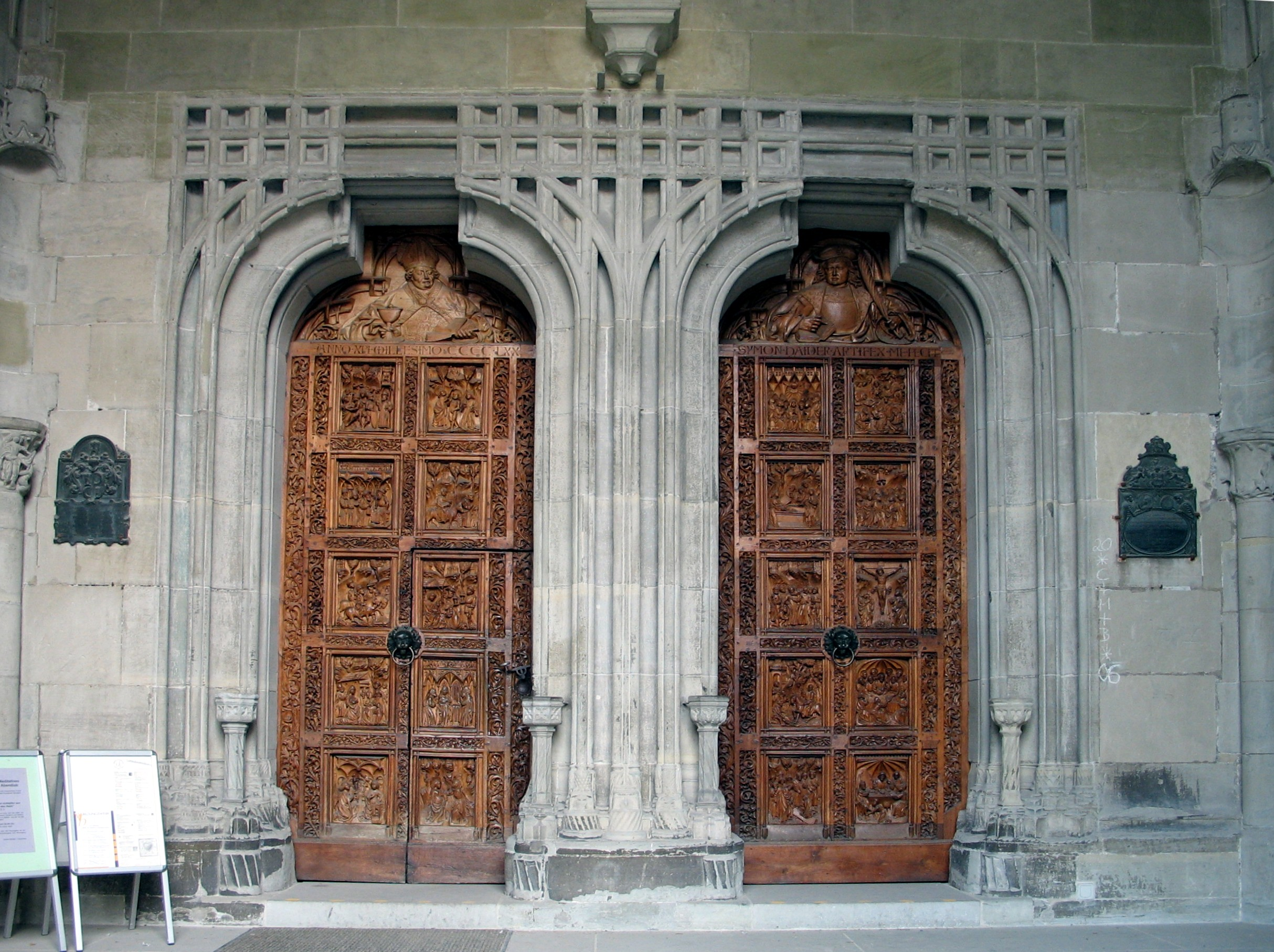
Portail occidental.

À l'étage du bas de la tour centrale s'ouvre le vestibule du portail occidental. Au-dessus de l'ouverture se trouvent sous un baldaquin à traceries des sculptures des trois patrons Conrad, Marie et Pélage (1850). Le porche ouest comprend une voûte en étoile à quatre branches compliquée (1518), sur le devant de laquelle est suspendu un crucifix sculpté (« le grand seigneur de Constance », XVe siècle).
Les deux portes du portail principal sont décorées de sculptures en bois. Chaque porte mesure 4,05 mètres de haut et est divisée en dix panneaux. Ils représentent la vie de Jésus sur vingt stations, en commençant par l'Annonciation dans le coin inférieur gauche de la porte gauche, et en finissant avec l'Ascension, la Pentecôte et la mort de Marie dans le coin supérieur droit de la porte droite. Au-dessus des deux portes, des bas-reliefs en demi-cercle montrent les bustes de Conrad (gauche) et Pélage (droite). Sur la corniche supérieure reliant les portes, le maître ébéniste Simon Haider a immortalisé son nom et l'année de réalisation (1470) « ANNO XPI MILESIMO CCCCLXX SYMON HAIDER ARTIFEX ME FECIT ». Les panneaux furent cependant réalisés par plusieurs sculpteurs anonymes.

### Crypte

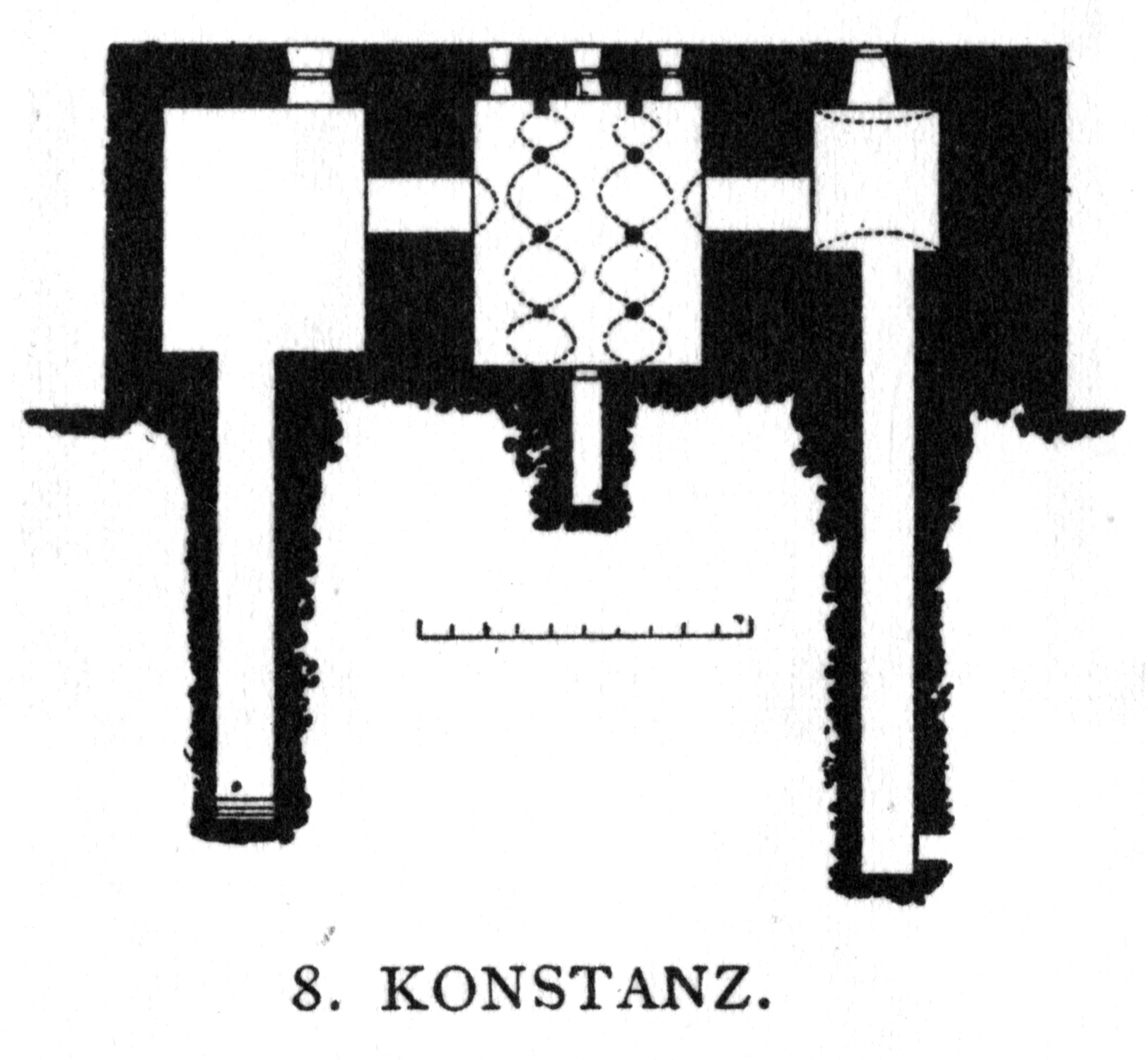
Plan de la crypte.

La crypte est la partie la plus ancienne de la cathédrale subsistant encore. Sa réalisation n'est pas datée avec exactitude. Apparemment, elle fut aménagée pour les restes de saint Pélage, qui furent peut-être placés ici vers 850, et quoi qu'il en soit au plus tard en 904.
Il s'agissait au départ d'un passage en équerre, qui fut plus tard élargi pour former une salle. Il existait déjà avant l'an 900 une crypte à quatre piliers comparable, à l'abbaye de Reichenau voisine, et peut-être que le modèle des deux se trouvait à l'abbaye de Saint-Gall. Les deux tunnels avec des voûtes en berceau qui débouchent dans les collatéraux trouvent leur origine dans la phase de construction préromane tardive. Plus tard (probablement sous Conrad) la halle voûtée formant un angle droit fut creusée. Quatre des six piliers dans la halle à triple nef sont ornés de chapiteaux en feuille d'acanthe ottoniens ; les deux autres furent décorés aux XIe – XIIe siècles, l'un avec des figures sculptées. Les motifs des chapiteaux sont sans doute des spolia provenant d'Europe du Sud.
La chambre funéraire sur le mur ouest de la crypte abrite un petit sarcophage de pierre. Il est considéré aujourd'hui comme le reliquaire de Pélage, mais il abritait plus vraisemblablement une collection de reliques diverses et a pu remplacer un reliquaire plus richement décoré présent avant la Réforme. À l'origine, la chambre était placée directement sous le maître-autel de la cathédrale, auquel elle était reliée par un puits et servait ainsi de reliquaire du maître-autel.

### Chapelle de Conrad

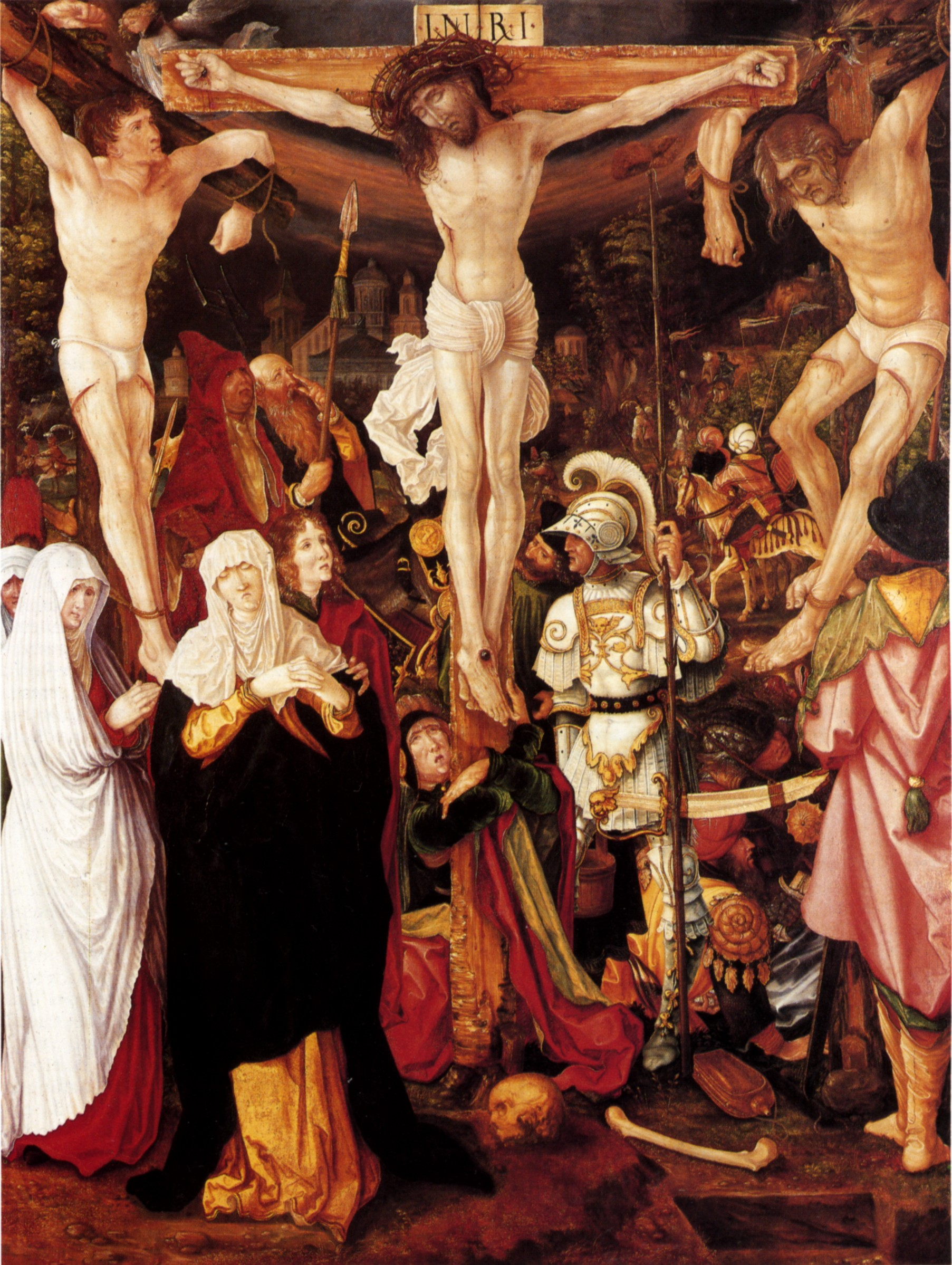
Panneau central du triptyque dans la chapelle de Saint-Conrad.

La chapelle de Conrad constitue une « station de passage » entre le chœur de Saint-Thomas, la crypte et la rotonde de Saint-Maurice. Sous la chapelle se trouve la tombe de l'évêque Conrad, qui devint rapidement après sa mort un important lieu de pèlerinage, et ce jusqu'au XVIIIe siècle. Par la suite, la chapelle fut érigée sous l'évêque Ulrich Ier von Dillingen (1111-1127) après la canonisation de Conrad et des flots de pèlerins y convergèrent.
La peinture murale néo-gothique de la chapelle représente la vie de saint Conrad et fut réalisée en 1875-1876 par des artistes de l'école de Beuren. Dans le fond se trouve la pierre tombale du saint avec un gisant monumental en haut-relief, qui semble être le seul de la sorte autour du lac de Constance. Dans la petite chapelle, on trouve aujourd'hui une châsse qui contient la tête du saint — c'est l'évêque Hugo von Hohenlandenberg qui sauva la relique lors de son départ de Constance devant la vague iconoclaste. Après la recatholicisation elle revint à Constance avec la princesse Elisabeth von Fürstenberg.
On peut aussi admirer ici un autel latéral qui survécut à l'iconoclasme dans une chapelle privée de l'évêque. Le triptyque montre sur son panneau central une crucifixion et sur les prédelles l'enterrement du Christ. Sur les panneaux latéraux, on peut voir les patrons de la cathédrale et le donateur (d'après l'avis courant, mais controversé, l'évêque Hugo von Hohenlandenberg) sur l'avers, et sur le revers la sainte Famille. Les peintres supposés sont Christoph Bocksdorfer et Matthäus Gutrecht.
Un petit porche relie la chapelle de Saint-Conrad à la crypte, le chœur ouest et le cloître. L'architecture du porche est remarquable par la forme de sa voûte en anse de panier, élément visible presque uniquement chez les cisterciens au XIIe siècle. À l'étage de la chapelle de Saint-Conrad, accessible par la sacristie, se trouve la salle du trésor.

### Rotonde de Saint-Maurice

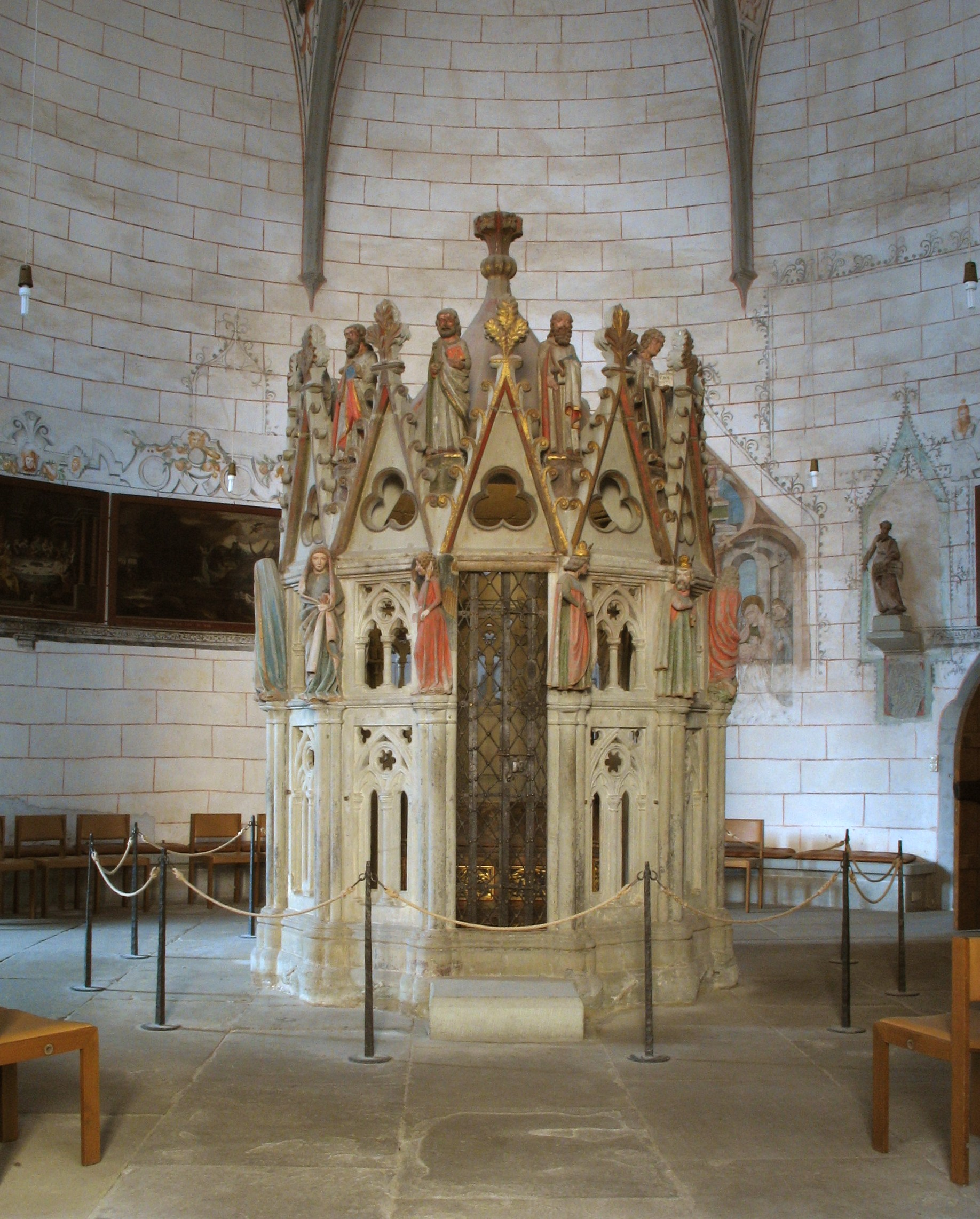
La rotonde de Saint-Maurice.

La rotonde de Saint-Maurice ou chapelle du Saint-Sépulcre est une rotonde de plain-pied située au sud de la cathédrale. L'évêque Conrad la fit élever après son deuxième pèlerinage à Jérusalem en 940, à l'origine comme un bâtiment indépendant au nord-est du chœur. Elle imite par sa forme, en plus petit, la construction centrale qui existait encore avant 1009 dans l'église du Saint-Sépulcre. La chapelle est consacrée à saint Maurice, qui était au Moyen Âge le saint patron des rois ottoniens. La construction est ainsi un témoignage de fidélité à l'égard des Ottoniens au pouvoir. Les reliques de saint Maurice furent apportées de l'abbaye de Reichenau par l'évêque Ulrich d'Augsbourg (923-973).
La décoration de la rotonde (vers 1260) a été réalisée par des tailleurs de pierre dans le style du gothique rayonnant d'Île-de-France. On peut remarquer des sculptures, qui étaient à l'origine peintes. Entre les pointes du toit percées par des ouvertures trilobées, les douze apôtres sont visibles. Tout autour de la rotonde, à hauteur des yeux, sont réparties douze scènes figuratives de la Nativité. À l'intérieur de la rotonde se trouvent trois scènes de la mise au tombeau du Christ. Dans la tombe, un reliquaire de bois est posé depuis 1552, qui remplace sans doute un reliquaire d'argent détruit pendant la Réforme.
Non seulement l'architecture, mais encore la liturgie de la chapelle suit le modèle de l'église du Saint-Sépulcre de Jérusalem. Depuis des siècles, la rotonde de Saint-Maurice est en effet un lieu de pèlerinage. Les nombreux pèlerins — principalement des croyants des alentours qui ne pouvaient pas accomplir le pèlerinage en terre sainte — faisaient le tour intérieur de la rotonde trois fois. Aujourd'hui encore, la chapelle est une étape sur le Schwabenweg, une portion du Chemin de Saint-Jacques. Au Moyen Âge, elle était également utilisée pendant la Semaine sainte pour les représentations pascales.

### Cloître

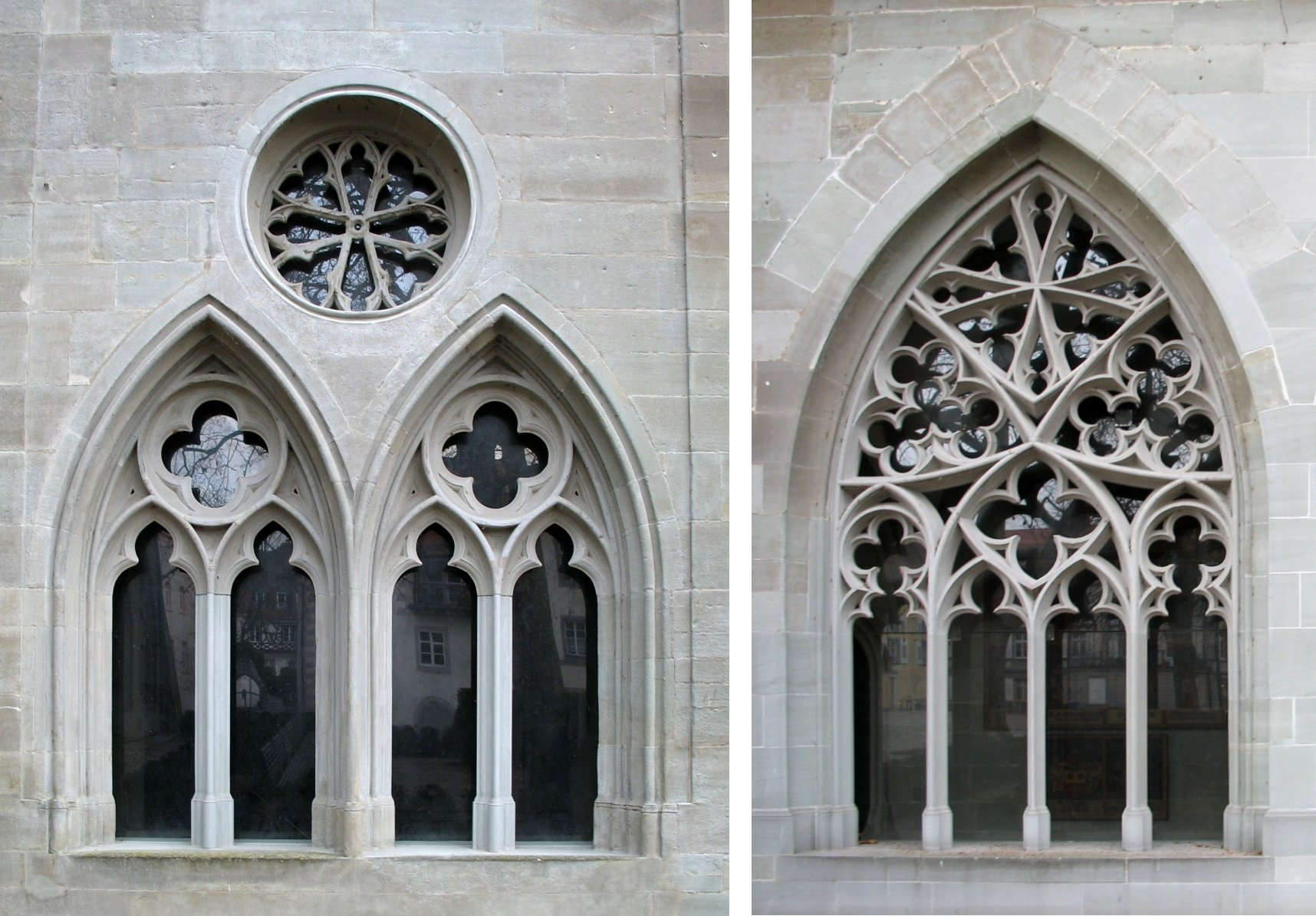
Fenêtres de l'ancienne aile sud (gauche) et de la plus récente aile est (droite).

Du cloître à deux niveaux, il ne reste que les ailes sud et est. Il relie le chœur de Saint-Thomas, et le vestibule à la chapelle de Saint-Conrad, la rotonde de Saint-Maurice et les annexes à l'aile est. La partie orientale du complexe abrite une cave à vin, au rez-de-chaussée la salle de la congrégation, la chapelle Saint-Sylvestre et l'ancienne école épiscopale, tandis qu'au premier étage se trouve la grande salle capitulaire à trois vaisseaux (autrefois bibliothèque). Le cloître fut construit pendant la phase gothique antérieure entre 1294 et 1320, pendant laquelle un changement de style survint : alors que l'aile sud, plus ancienne, possède des fenêtres doubles surmontées de simples ouvertures quadrilobées, l'aile est, plus récente montre des formes plus complexes, différentes pour chaque fenêtre, ce qui constitue une nouveauté à l'époque autour du lac de Constance. On suppose que l'évêque Gerhard von Bevar fit venir les travailleurs qui les réalisèrent depuis sa région d'origine dans le sud de la France.
Les ailes ouest et nord du cloître, ainsi que le Stauf lié, résidence des chanoines, furent détruits par un incendie le 11 novembre 1824, et on ne put financer leur reconstruction. Seules quelques fenêtres à traceries purent être réutilisées lors de la réfection du château de Gottlieben. Le mont des Oliviers miniature qui était au milieu du cloître n'est également pas parvenu jusqu'à nous. Juste à côté de la place originelle de ce dernier se trouve une chapelle souterraine, consacrée à sainte Barbe. La chapelle érigée en 1401 est difficile d'accès et n'est que très peu utilisée, à cause de son mauvais éclairage.

## Autres ornements

### Plaques dorées

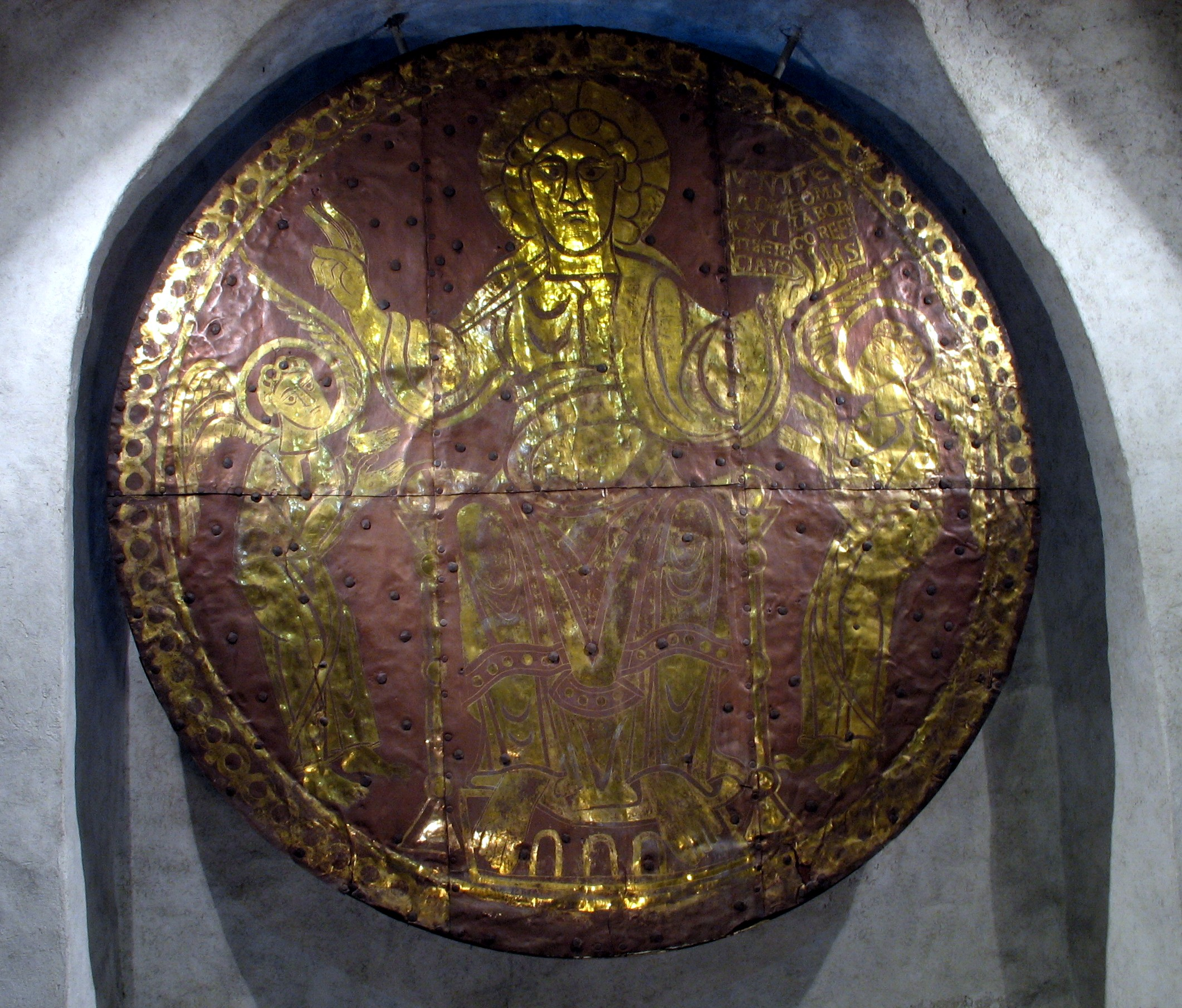
Christ Pantocrator.

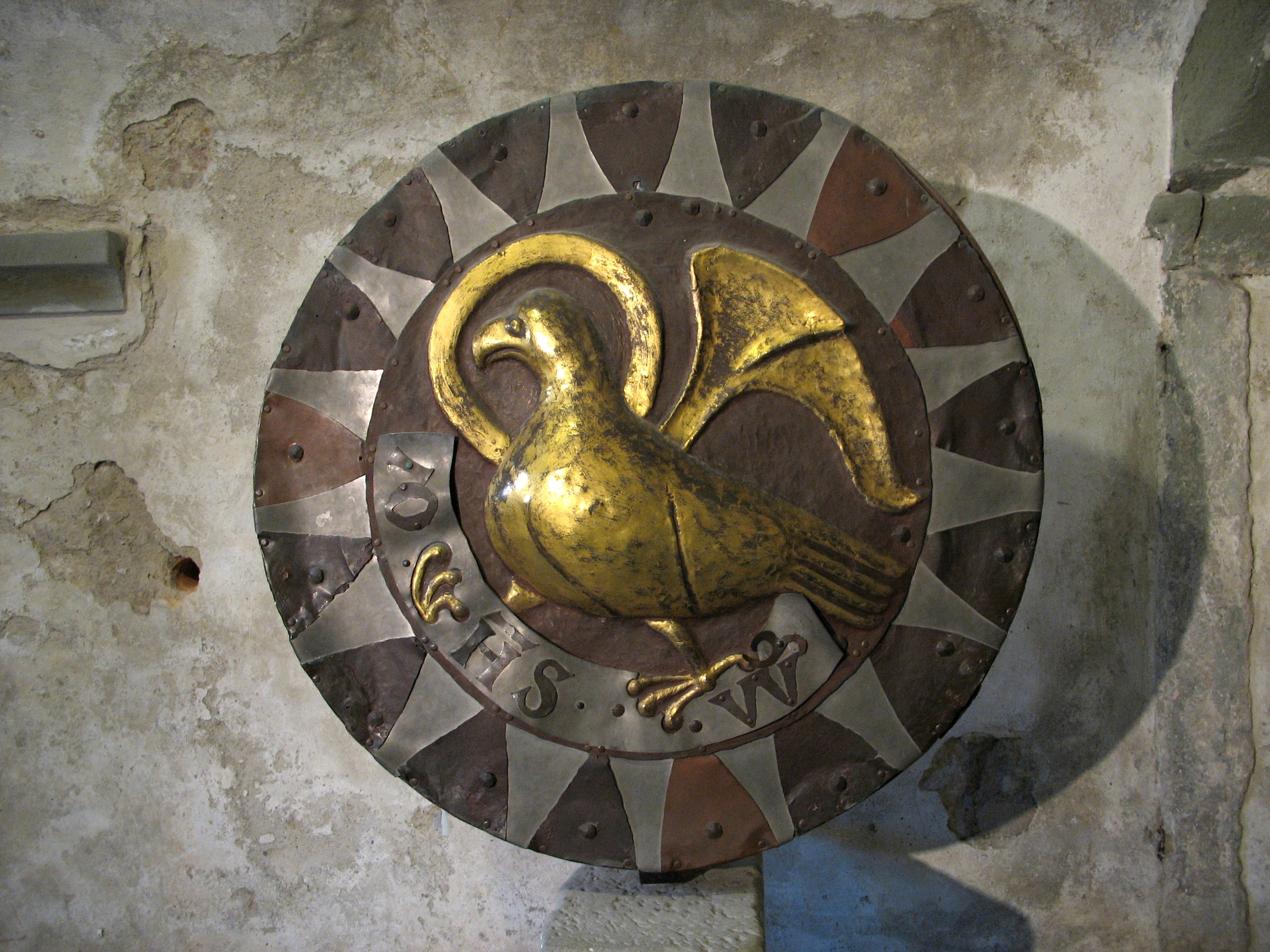
Aigle.

Quatre plaques de cuivre dorées au mercure sont accrochées dans la crypte. Entre l'an 1300 au plus tard jusqu'en 1925, elles étaient placées sur le fronton oriental à l'extérieur du chœur, du côté du lac ; depuis 1973, des copies ont été placées à cet endroit. La plus grande plaque (diamètre 194,5 cm), qui est également la plus ancienne, est datée du XIe siècle ; cependant on ignore si elle fut réalisée avant les travaux de 1054 ou si elle existait déjà vers l'an Mil. Elle montre un Christ pantocrator flanqué de deux anges. Le Christ est imberbe, l'index et le majeur de sa main droite levés, il porte dans sa main gauche un livre ouvert avec la phrase : « VENITE AD ME OM(NE)S QVI LABOR(A)TIS ET EGO REFICIA(M)VOS » (« Venez à moi, tous ceux qui peinent dans le travail, et je vous réconforterai », Évangile selon saint Matthieu 11, 28). Sa conception (la plaque est divisée en petites parties) suggère qu'elle était originellement placée à l'intérieur, peut-être au-dessus du maître-autel. Du point de vue du style, elle est apparentée aux enluminures et aux fresques de l'abbaye de Reichenau, de telle sorte qu'on suppose qu'elle en provient.
Les trois petites plaques (diamètre 94 à 90 cm) sont datées du XIIe ou du XIIIe siècle. Les différences de style suggèrent qu'elles furent réalisées par trois artistes différents. Au contraire de la grande plaque, elles sont sculptées en bas-relief. Deux plaques montrent chacune le buste d'un patron de la cathédrale et du diocèse, Conrad et Pélage. Conrad est reconnaissable à sa crosse épiscopale, Pélage à sa palme de martyr. Les dessins de l'intérieur des visages et des membres n'ont pas été conservés. La quatrième plaque représente un aigle semblant en sortir, le symbole de l'apôtre Jean. Il n'y a aucun indice de l'existence de plaques dédiées aux trois autres évangélistes.

### Chaire

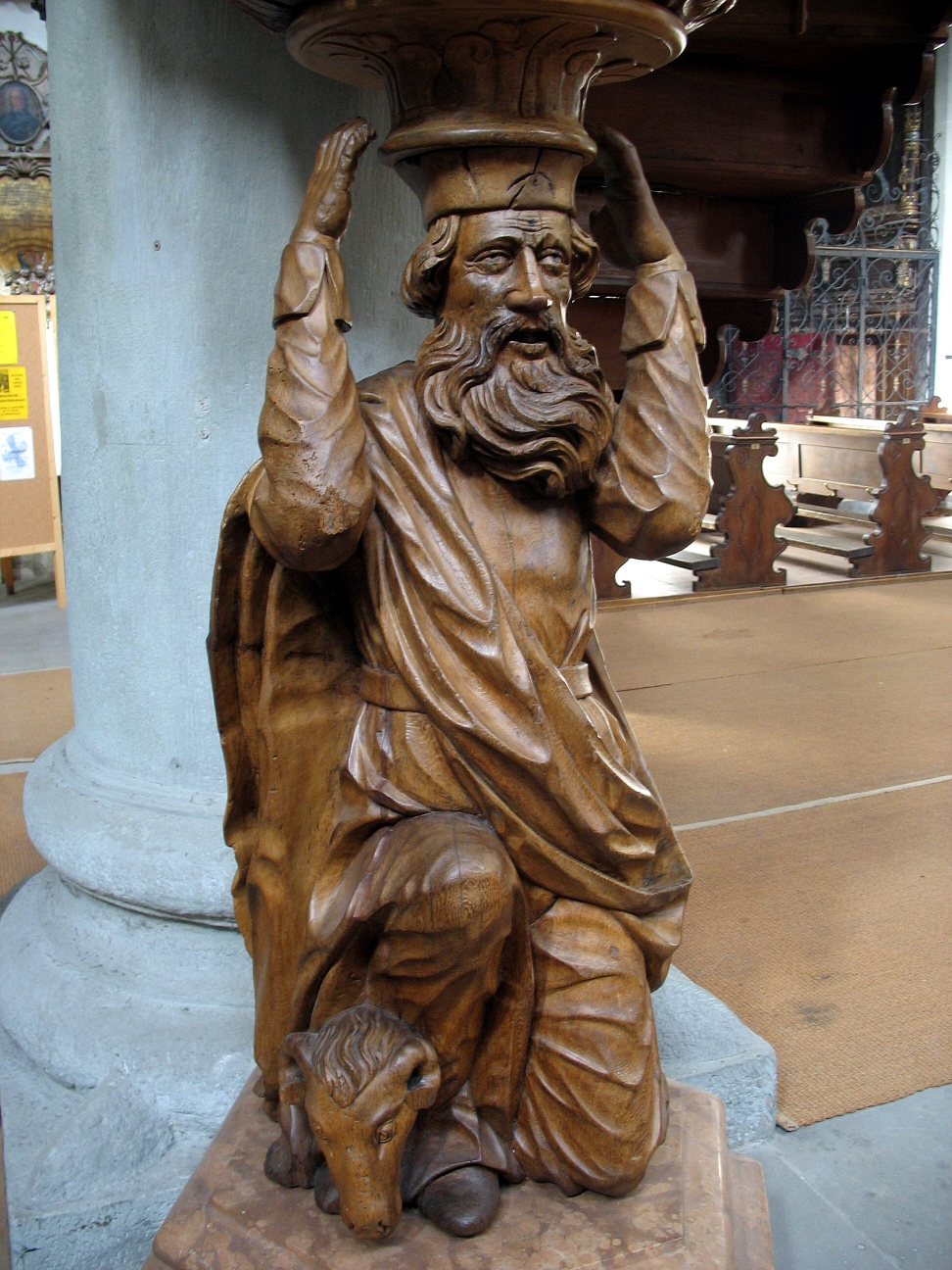
Abraham avec le bélier.

La chaire de la cathédrale date de la période baroque, vers 1680, et est suspendue au nord-est de la nef principale. Réalisée par un sculpteur saint-gallois en noisetier, elle possède des éléments décoratifs en tilleul. Les parois latérales du pentagone que forme la chaire représentent des bustes des quatre évangélistes et du Docteur de l'Église Jérôme. L'abat-son est ceint d'une inscription « IN OMNEM TERRAM EXIVIT SONUS EORUM » (« Leur son parcourt toute la terre », Livre des Psaumes 19, 5), et couronné d'une sculpture représentant saint Conrad, provenant de l'atelier de Christoph Daniel Schenck.
Une sculpture représentant le patriarche Abraham avec le bélier porte la chaire sur sa tête et semble la maintenir en équilibre avec ses mains. Abraham est ici le symbole de l'Ancien Testament, sur lequel repose l'enseignement du Nouveau Testament. Au XVIIIe siècle, les Constançois catholiques la considéraient pourtant par ignorance comme une représentation de Jean Hus (également souvent représenté avec une barbe), brûlé pour hérésie pendant le concile de Constance. À cause de cela, « la misérable statue de bois, si monstrueuse et informe » était rouée de coups, comme le rapporte en 1781 le professeur Heinrich Sander, de Karlsruhe :

« La populace cruelle et vulgaire voit dans ce portrait la figure de Hus, lui plante des clous en fer dans la tête, les yeux, le torse, et crache à son encontre des âneries avec un grand zèle. »

La croyance erronée dura jusqu'au XIXe siècle, alors que la chaire avait été réalisée pendant la Contre-Réforme catholique, lors de laquelle on n'aurait pas choisi un ennemi de l'Église pour supporter le lieu de prêche. Dans les années 1830, la sculpture fut reconnue comme étant celle d'Abraham, montrée dans une exposition portant sur le concile et oubliée dans un coin. C'est seulement en 1986 qu'elle revint à son emplacement d'origine, où les dégâts qu'elle a subis sont visibles.

### Madone
Sur le pilier gauche du chœur se trouve une madone assise sur un corbeau. Elle a été sculptée vers 1260 par un artiste inconnu et fait partie des œuvres d'art les plus remarquables de la cathédrale. La madone porte l'enfant Jésus nu sur son genou droit et tient la main gauche de l'enfant dans sa main gauche. Tandis que l'enfant la contemple, la madone regarde vers les croyants, signe que le chemin vers le Christ passe par le culte de la Vierge. La sculpture est en bois de peuplier et habillée de lin rehaussé d'or. C'est au cours du Moyen Âge tardif que cette madone fut placée sur le pilier. Après sept décennies passées dans le Rosgartenmuseum (musée historique de Constance), elle est retournée en 1999 dans la cathédrale.

### Stalles
Les stalles en bois de chêne, datant de 1467-1470, ont survécu à la Réforme et sont aujourd'hui placées dans la croisée. Elles furent réalisées par l'ébéniste Simon Haider et son gendre, le sculpteur Heinrich Yselin. Toutefois, le sculpteur Nikolaus Gerhaert a aussi participé à la confection, et il est difficile de savoir quels furent leurs apports respectifs.
Les stalles sont surmontées d'un baldaquin finement sculpté avec des figures de saints. Les jouées montrent des passages de l'histoire biblique, de telle sorte que les clercs prenaient place entre la Genèse et le Jugement Dernier. La paroi arrière montre des bustes des apôtres et des prophètes. Lors des travaux de l'époque classique vers 1775, le nombre des places des stalles fut réduit à huit. Trois rangs de sièges sur chaque côté offraient au départ 72 places, réduites à 64 lors de la première reconstruction.

### Orgue

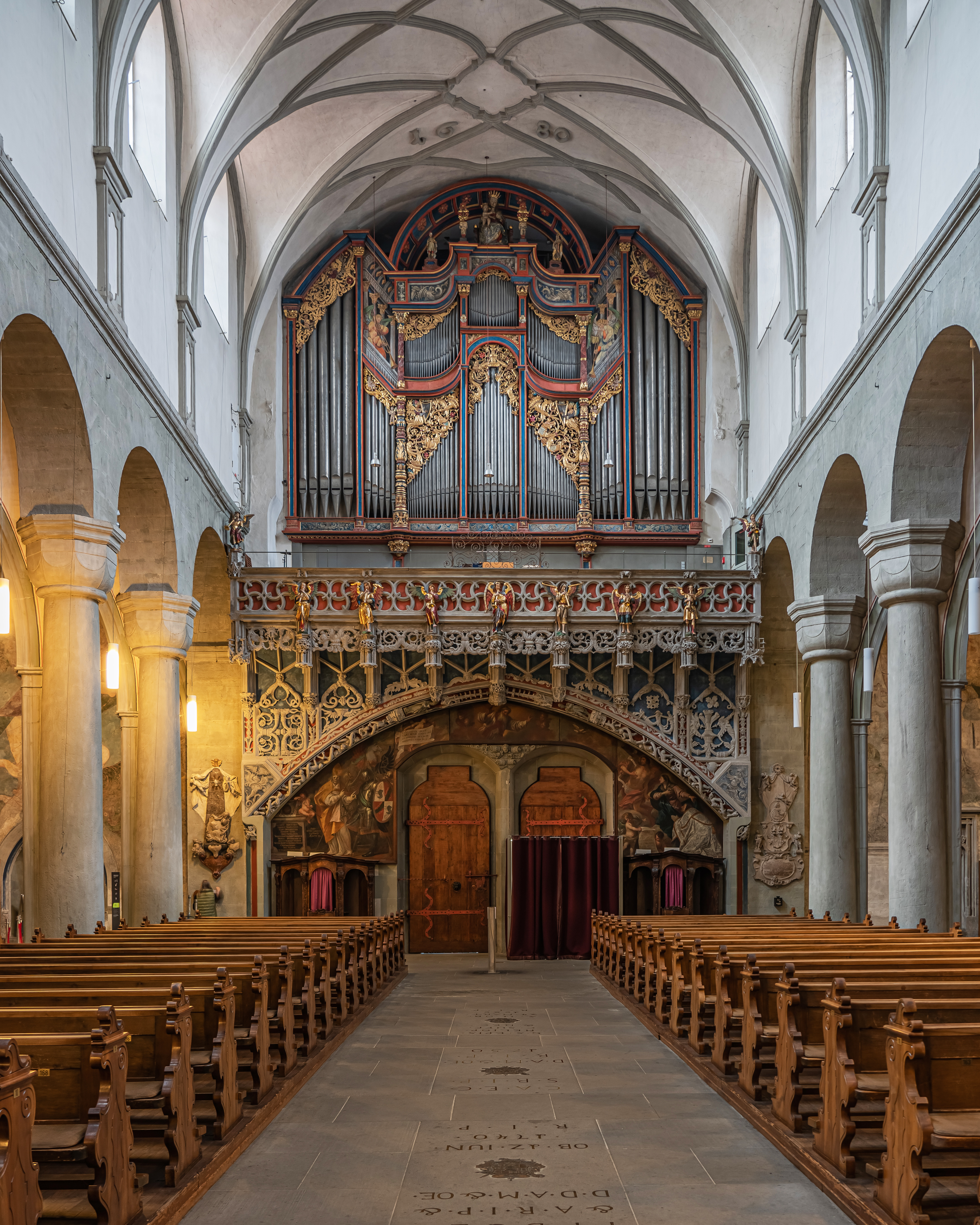
L'orgue et la chaire.

L'orgue actuel provient de la manufacture d'orgues Klais, à Bonn. Il a été fait en 1954-1955 et est placé au-dessus du portail occidental, à l'intérieur de la nef. Il comprend 63 registres, 4 claviers et 4 591 tuyaux avec une tessiture allant de do à sol3.
La présence d'un orgue dans la cathédrale est évoquée pour la première fois en 1130. Il a pu exister pendant tout le Moyen Âge tardif. Une commande pour un grand orgue fut passée en 1498 au facteur d'orgue Hans Tugi, de Bâle. Il fut endommagé en 1511 lors de l'incendie des tours, et ne fut réparé que provisoirement. En 1515, le chapitre décida de construire un nouvel orgue, plus grand que l'ancien. Les travaux durèrent plusieurs années et se terminèrent en 1523. Mais il tomba en ruine pendant la Réforme et ne fut restauré qu'en 1592. Michael Praetorius parle de 70 registres et de plus de 3 000 tuyaux ; « le plus gros tuyau pèse plus de trois Centner (150 kg) et est long de 24 pieds ». L'organiste le plus important fut Hans Buchner de Ravensbourg (1483-1538). Cet orgue de la Renaissance survécut avec plusieurs réparations jusqu'en 1858, lorsque, au cours de la restauration de la cathédrale, le facteur d'orgues Martin Braun de Spaichingen en construisit un nouveau. Les raisons de la restauration sont peu claires, mais elles furent ordonnées par Carl Ferdinand Schmalholz, l'inspecteur des orgues. Seule la partie centrale du buffet de l'orgue fut conservée, le reste (y compris toute la tuyauterie) ne fut pas réutilisé.
En plus de cela il y eut pendant un certain temps plusieurs petites orgues. Un orgue suspendu du côté nord de la nef devant la claire-voie fut installé en 1491. Un autre petit orgue existait en 1598 près du jubé devant la croisée ; en 1636, le jubé fut détruit, le vieil orgue du jubé vendu au cloître dominicain et un autre petit orgue acheté pour le chœur, et ce dernier fut muni en plus d'un orgue de décoration symétrique. L'orgue du chœur, bien que souvent utilisé, fut vendu en 1843 au cloître de Feldbach en Thurgovie, malgré les protestations des habitants de la ville.
Le buffet et la galerie occupent toute la partie du mur ouest situé au-dessus du portail. La galerie a été peinte en grande partie en 1518 par Matthäus Gutrecht. La balustrade de la galerie, fabriquée par Lorenz Reder, mélange des formes de sculpture du gothique et de la Renaissance. Sur l'arc situé sous la galerie se trouve la peinture épitaphe de l'évêque auxiliaire Georg Sigismund Miller (mort en 1686). Elle fut réalisée par Christoph Storer et est datée de 1659 — l'évêque choisissait alors encore de son vivant son épitaphe. Sur la partie droite, l'évêque prie à genoux à côté du Christ et de Marie. Une inscription mariologique sort de la bouche de l'évêque : « HINC LACTOR AB UBERE » (« je m'approche de sa poitrine ») ; une autre sur la croix du Christ « HINC PASCOR (AB) VULNERE » (« je me repais de ses blessures ») ; une autre encore devant le Christ « FILIOLI HAEC PECCATORU(M) SCALA HAEC MEA MAXIMA FIDUCIA EST: HAEC TOTA RATIO SPEI MEAE » (« Cette mère divine, Ô mes enfants, est l'échelle des pécheurs, elle est ma plus grande confiance : elle est la raison de mon espoir ») (Bernard de Clairvaux, In nativitate B. V. Mariae, 441B). Au sommet de l'arc se trouve Dieu le Père avec deux anges, et tenant un volumen. La partie gauche montre une vanité : un squelette en costume d'évêque montre du doigt un chevalier en armure qui porte les armes de l'évêque auxiliaire. Sur l'écoinçon un piédestal avec un soleil assombri est sculpté, avec l'inscription « SOL OBSCURATUS EST » (« le soleil est obscurci »), et une autre en l'honneur de l'évêque. La taille impressionnante de la peinture et sa position dans la nef s'expliquent parle fait que la cathédrale est consacrée à Marie.

### Cloches

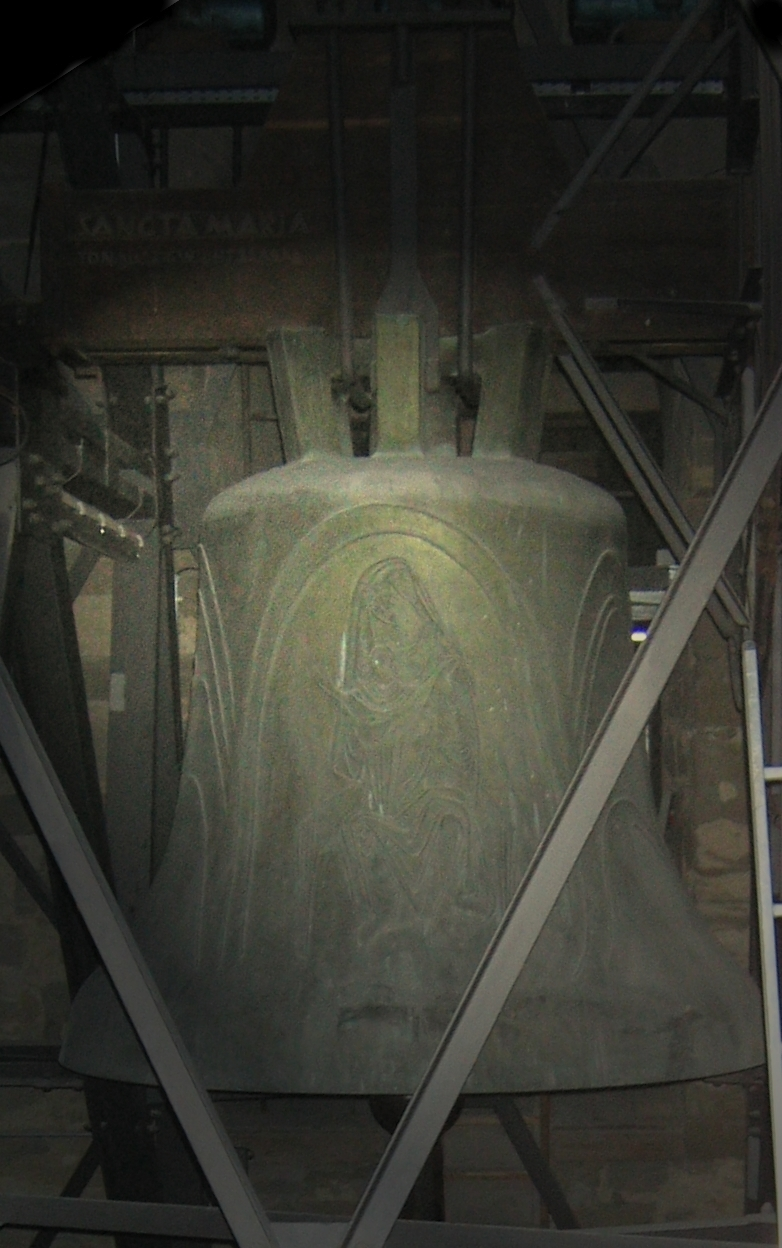
La cloche Sancta Maria, située dans la tour centrale.

Dans les trois chambres des cloches de la cathédrale, un total de dix-neuf cloches, pour un poids de 35 000 kg, place l'ensemble campanaire de la cathédrale de Constance deuxième plus lourde sonnerie d'Allemagne, après celle de la cathédrale de Cologne.
Les trois cloches coulées par Löffler en 1584, ainsi que l'Ursulaglocke dans la tour sud comptent parmi les cloches les plus imposantes et les plus harmonieuses du XVIe siècle. Hanns Christoff Löffler et son fils Christoff d'Innsbruck reçurent une commande pour la coulée de cinq cloches, pour remplacer les cloches de Nicolaus Oberacer et de Jerg de Strasbourg. Deux de ces cloches, le fa♯3 et le si3 n'existent plus.
Le Land de Bade-Wurtemberg fit une donation d'un nouvel ensemble de douze cloches pour l'anniversaire des 550 ans du concile, en 1966. Les noms de ces cloches proviennent de l'histoire de la cathédrale et de la ville, ainsi que des saints patrons des églises de Constance. Elles furent fondues par Friedrich Wilhelm Schilling à Heidelberg et sont situées dans la chambre des cloches intermédiaire, ainsi que dans la flèche au-dessus de la croisée. Lors de cet ajout, certaines des cloches historiques virent leur note ajustée, pour des raisons inconnues étant donné que les trois sonneries ne sonnent que très exceptionnellement ensemble. Les cloches historiques (sauf Ursula), ainsi que les cloches de la flèche ne font pas partie de la sonnerie du plénum habituel.
Les cloches sont accordées avec les sonneries des églises voisines : la Christkirche (sol♯3–la♯3–do♯4), la Lutherkirche (fa3–la♭3) et la Stephanskirche ré♭3–mi♭3–fa3
–la♭3).
Lors des jours fériés majeurs, les sonneries principale et auxiliaire sonnent ensemble ; le dimanche, plusieurs combinaisons de la sonnerie principale et les autres jours des cloches seules et des combinaisons de la sonnerie auxiliaire. Les cloches de la flèche sont inutilisées à cause des travaux de réfection.
Toutes les cloches se balancent suivant un axe nord-sud.

#### Sonnerie principale
| N° | Nom (Fonction)         | Année de fonte | Fondeur, Lieu                                   | Diamètre (mm) | Poids (kg) | Note (16e) | Clocher (étage) |
| 1  | Sancta Maria           | 1966           | Friedrich Wilhelm Schilling, Heidelberg         | 2270          | 8349       | sol♯2 –7   | Centre (1)      |
| 2  | Ursulaglocke           | 1584           | Hanns Christoff et Christoff Löffler, Constance | 2065          | ~6900      | si2 –6     | Sud             |
| 3  | Conradusglocke         | 1966           | Friedrich Wilhelm Schilling, Heidelberg         | 1656          | 3450       | do♯3 –7    | Centre (1)      |
| 4  | Gebhardusglocke        | 1966           | Friedrich Wilhelm Schilling, Heidelberg         | 1455          | 2260       | ré♯3 –7    | Centre (1)      |
| 5  | Pelagiusglocke         | 1966           | Friedrich Wilhelm Schilling, Heidelberg         | 1330          | 1856       | mi♯3 –6    | Centre (2)      |
| 6  | Henricus-Suso-Glocke   | 1966           | Friedrich Wilhelm Schilling, Heidelberg         | 1189          | 1293       | sol♯3 –7   | Centre (2)      |
| 7  | Pius-X.-Glocke         | 1966           | Friedrich Wilhelm Schilling, Heidelberg         | 1052          | 892        | la♯3 –7    | Centre (2)      |
| 8  | Johannes Baptista      | 1966           | Friedrich Wilhelm Schilling, Heidelberg         | 984           | 734        | si3 –6     | Centre (3)      |
| 9  | Paulusglocke           | 1966           | Friedrich Wilhelm Schilling, Heidelberg         | 872           | 507        | do♯4 –7    | Centre (3)      |
| 10 | Peter- und Paulsglocke | 1966           | Friedrich Wilhelm Schilling, Heidelberg         | 768           | 339        | ré♯4 –7    | Centre (3)      |

#### Sonnerie auxiliaire
| N° | Nom (Fonction)                            | Année de fonte | Fondeur, Lieu                                   | Diamètre (mm) | Poids (kg) | Note (16e) | Clocher (étage) |
| 11 | Apostelglocke (heures)                    | 1584           | Hanns Christoff et Christoff Löffler, Constance | 1681          | ~3500      | do♯3 –3    | Nord (1)        |
| 12 | Marien- und Angelusglocke (quart d'heure) | 1584           | Hanns Christoff et Christoff Löffler, Constance | 1417          | ~2350      | ré♯3 ±0    | Nord (2)        |
| 13 | Konradsglocke ou Bertglocke               | 1628           | Valentin Algeyer, Constance                     | 1229          | ~1400      | fa♯3 –12   | Nord (2)        |
| 14 | Beatrixglocke                             | 1512           | Nicolaus Oberacer                               | 1003          | ~780       | la♯3 –6    | Nord (3)        |
| 15 | Osanna ou Paternosterglocke               | 1512           | Nicolaus Oberacer                               | ~850          | ~300       | do♯4 –12   | Nord (3)        |
| 16 | Totenglöckchen (Cloche en pain de sucre)  | um 1200        | inconnu                                         | ~550          | ~150       | do♯5 –8    | Centre (3)      |

#### Sonnerie de la flèche de croisée
| N° | Nom (Fonction)          | Année de fonte | Fondeur, Lieu                           | Diamètre (mm) | Poids (kg) | Note (16e) |
| 17 | Johannes-Nepomuk-Glocke | 1966           | Friedrich Wilhelm Schilling, Heidelberg | 651           | 201        | fa♯4 –6    |
| 18 | Silvesterglocke         | 1966           | Friedrich Wilhelm Schilling, Heidelberg | 573           | 137        | sol♯4 –7   |
| 19 | Nikolausglocke          | 1966           | Friedrich Wilhelm Schilling, Heidelberg | 544           | 134        | si4 –6     |

## Divers

### La cathédrale, siège de l'évêque
Le clerc de plus haut rang était l'évêque, qui était le chef spirituel du diocèse, et, jusqu'à la sécularisation de 1803, également le chef temporel de la ville de Constance. Aux côtés de l'évêque se trouvait le chapitre de religieux, choisi par l'évêque, et qui avait beaucoup d'influence sur les décisions. Il se composait de 20 à 25 chanoines et formait une puissance non négligeable, qui pouvait occasionnellement opérer contre l'évêque. Le prieur, le plus haut membre du chapitre, était responsable de la protection des autres membres et était chargé du paiement de leurs traitements. Entre le XIVe siècle et le XVIIIe siècle, il était choisi par le pape, et était bénéficiaire d'une prébende bien dotée. Le représentant du chapitre était le doyen, un prêtre choisi par le chapitre pour ce poste. Il dirigeait le service du chœur et les réunions du chapitre, et était en plus chef du tribunal des chanoines et des vicaires. Le curateur était chargé du trésor de la cathédrale et des objets liturgiques. Il y avait de plus un chef de chœur et huit autres chanteurs responsables de la musique des offices.
Alors que St. Stephan était l'église des bourgeois, et que ses chanoines étaient issus principalement des familles patriciennes, les chanoines de la cathédrale provenaient jusqu'à la Réforme de la noblesse de la région, puis de la chevalerie souabe et de la bourgeoisie des villes du diocèse. La noblesse était encore bien représentée, et pourvoyait ainsi financièrement aux besoins des jeunes générations. De la même façon, les finances du clergé étaient partagées : tandis qu'une grande quantité de dons de la bourgeoisie revenaient à St. Stephan, les autels de la cathédrale, jusqu'au nombre de soixante, furent financés par les donateurs puissants. St. Paul et l'église abbatiale St. Johann recevaient au contraire peu de dons.
Jusqu'à la dissolution de l'évêché, la cathédrale n'avait aucune paroisse ; « l'église du peuple » St. Stephan et les églises St. Johann, St. Paul et St. Jos s'occupaient du salut des âmes des habitants. Les offices dans la cathédrale étaient réservés les jours de fête au clergé, à la prélature, et à la noblesse. Depuis le Haut Moyen Âge, les rois et les empereurs du Saint-Empire romain germanique assistaient aux offices de la cathédrale quand ils étaient de passage à Constance. Ce n'est qu'après la Réforme que la cathédrale se soucia des laïcs, pour le service desquels une chaire fut installée. Cependant la séparation n'était pas stricte : les dons pour la cathédrale provenaient non seulement de la noblesse, mais aussi du patriciat local, qui voulait de cette façon se hausser au même statut que la noblesse. Le patriciat et les corporations participaient aussi aux processions pendant le Bas Moyen Âge.
L'intense activité liturgique de la ville était autant réglée par la cathédrale et son clergé que par les autres églises, chapelles et cloîtres de la ville. Les nombreux clercs de la ville montraient l'importante piété populaire ; ils représentaient la plupart du temps un sixième de la population de la ville. Des pèlerinages étaient organisés vers Einsiedeln, Rome, Saint-Jacques-de-Compostelle, ou des églises de la région comme Birnau, Almannsdorf, Markdorf et des chapelles autour de la ville : St. Lienhard auf dem Brühl, Bernrain ou la chapelle de Lorette à Staad. La cathédrale était aussi un lieu de pèlerinage ; la rotonde de Saint-Maurice, pour épargner aux pèlerins le voyage jusqu'à Jérusalem était un lieu de convergence important, avec ses reliques du Saint-Sépulcre. Un culte était aussi rendu aux patrons de la cathédrale, Conrad et Pélage.

### La bibliothèque épiscopale
L'ancienne bibliothèque de l'évêché ne nous est pas parvenue entière. Elle trouve ses origines au VIe siècle. Des manuscrits commencèrent à affluer à partir du VIIIe siècle, lors d'échanges ou d'achats, principalement de l'Abbaye de Reichenau et de l'abbaye de Saint-Gall. Jusqu'en 1450 environ, la bibliothèque occupait une pièce entière à l'étage de l'aile est du cloître, la future salle capitulaire, puis elle fut déplacée dans l'économat (le Stauf). Parmi ses lecteurs les plus remarquables, on compte Érasme et Melchior Goldast. Pendant la Réforme, elle fut abandonnée et les livres se délabrèrent. Après la Contre-Réforme, les 900 volumes, dont 331 manuscrits, furent vendus à l'abbaye de Weingarten à cause d'un manque de financement. À partir de là, ils parvinrent lors de la sécularisation au royaume de Wurtemberg. La plus grande partie de la collection se trouve aujourd'hui à la Württembergische Landesbibliothek à Stuttgart, et une petite partie est dispersée, notamment à la bibliothèque de Fulda et la bibliothèque universitaire de Darmstadt.
Parmi les œuvres les plus importantes de la bibliothèque, on trouve des manuscrits du VIIIe siècle et du IXe siècle, ainsi qu'un missel somptueusement illustré en quatre volumes (datant de 1500 environ), qui constitue une référence pour l'étude de l'enluminure en Allemagne du sud.

### L'école épiscopale
L'école épiscopale, dont l'existence est attestée dès le XIe siècle, était jusqu'à la Réforme la seule école latine de la ville. Au Moyen Âge, 
sa renommée s'étendait bien au-delà du voisinage immédiat. Son rôle était de former des successeurs pour les charges des chanoines et pour les postes spirituels et la gestion. L'étude était consacrée au latin, à la liturgie, à la Bible, à la théologie et au trivium. La direction était assurée par le magister scholarum de la cathédrale. Après le XIIe siècle, l'étude fut dirigée par un maître d'école, rétribué par une prébende et des frais d'inscription.
Au Moyen Âge tardif, la fréquentation de l'école n'était qu'une préparation à l'université. L'école envoya environ 6 000 étudiants aux XIVe et XVe siècles aux universités de Bologne, de Paris, de Cracovie (1364), d'Heidelberg (1386) et plus tard aux universités de Fribourg (1457) et de Tübingen (1477), fondée par le diocèse. Jusqu'à 300 élèves fréquentaient l'école, qui se trouvait jusqu'en 1453 dans une salle de l'aile est du cloître. Wenzeslaus Brack fait partie des enseignants les plus célèbres de l'école.
Les cours s'arrêtèrent en octobre 1525, car les dirigeants de l'école étaient soupçonnés d'être luthériens. Le même mois, l'ouverture de la première école latine municipale mit fin au monopole du clergé. Après le retour de l'évêque en 1551, les cours reprirent, mais l'école n'atteint plus jamais sa renommée passée. Pendant plusieurs années, elle se tint dans l'actuelle Konradigasse. Avec l'ouverture du lycée jésuite (aujourd'hui Heinrich-Suso-Gymnasium), l'école épiscopale ferma ses portes en 1607.

## Dimensions
- Clocher : hauteur jusqu'au sommet 76 m, hauteur jusqu'à la plate-forme 38 m.
- Extérieur : longueur 63,7 m, largeur 32 m, hauteur du faîte 28 m.
- Vaisseau central : longueur 40,9 m, largeur 11,3 m, hauteur 17,3 m (jusqu'à l'arête de la voûte).
- Collatéral septentrional : largeur 6,4 m.
- Collatéral méridional : largeur 5,9 m.
- Chœurs nord et sud : longueur 10 m, largeur 10,7 m.
- Croisée : longueur 10,9 m, largeur 10,8 m.
- Chœur principal : longueur 9,5 m, largeur 10,4 m.
- Crypte (péristyle) : longueur environ 7,8 m, largeur environ 7,7/6,8 m.
- Chapelle de Saint-Conrad : longueur 6,6 m, largeur 4,8 m.
- Rotonde de Saint-Maurice : diamètre 11,3 m.